# Episodi di Monogatari

Logo della serie

Questa è la lista degli episodi di Monogatari, un progetto multimediale che comprende diverse serie anime, adattamenti dall'omonima serie di light novel scritte da Nisio Isin e illustrate da Vofan. Tutti gli adattamenti sono parte del Nisio Isin Anime Project di Kōdansha e sono stati prodotti dallo studio Shaft sotto la regia e supervisione di Akiyuki Shinbō.
La prima serie, Bakemonogatari, ha esordito il 3 luglio 2009 su Tokyo MX. Essa è composta da quindici episodi di cui solo i primi dodici sono stati trasmessi in televisione a causa di una rigidità di programmazione della televisione giapponese. Le ultime tre puntate sono state distribuite in streaming sul sito ufficiale della serie tra il 3 novembre 2009 e il 25 giugno 2010. L'adattamento anime di undici puntate della light novel Nisemonogatari è stato trasmesso a cadenza settimanale dalla mezzanotte tra il 7 e l'8 gennaio 2012 al 18 marzo sulle emittenti Tokyo MX, Tochigi TV e Gunma TV. Una serie di quattro episodi basata su Nekomonogatari (kuro) è andata in onda in Giappone il 31 dicembre 2012.
Il 7 luglio 2013 è andato in onda il primo episodio della serie Monogatari: Second Season una nuova trasposizione animata che presenta gli eventi raccontati nelle light novel a partire da Nekomonogatari (shiro) fino a Koimonogatari. Hanamonogatari, che pure fa parte della Second Season della light novel, è stato escluso da questa serie per motivi di spazio ed è stato trasmesso come speciale di cinque episodi il 16 agosto 2014.
La Final Season della serie è iniziata il 4 ottobre 2015 con Owarimonogatari. Questa serie di venti episodi è stata trasmessa in due stagioni: i primi tredici fino al 20 dicembre 2015, e gli ultimi sette, anche detti Owarimonogatari 2nd Season, in due blocchi speciali il 12 e 13 agosto 2017. Tra le due messe in onda è stato distribuito tramite un'applicazione mobile l'original net anime Koyomimonogatari, formato da 12 episodi brevi. La novel Kizumonogatari, che fa parte della First Season, è stata trasposta in animazione come una serie di tre lungometraggi. Dopo essere stati più volte rimandati, i film sono stati collocati nella Final Season dell'anime e sono stati distribuiti al cinema l'8 gennaio 2016, il 19 agosto 2016 e il 6 gennaio 2017. Conclude la serie Zoku Owarimonogatari, che ha debuttato al cinema in distribuzione limitata ed è stato poi trasmesso in tv come sei episodi tra il 18 maggio e il 22 giugno 2019.
Nel 2024 è stato annunciato un adattamento sia di Off Season che di Monster Season, e vede il ritorno del regista principale Shinbo, del character designer Watanabe e dello studio Shaft. La regia è affidata a Midori Yoshizawa. È stato trasmesso dal 6 luglio al 19 ottobre 2024 sul servizio di streaming Abema.
Monogatari non è stato doppiato in italiano, ma Bakemonogatari e la prima stagione di Owarimonogatari sono stati resi disponibili con sottotitoli in italiano sul portale VVVVID. Off & Monster Season invece è stato pubblicato su Crunchyroll.

## Bakemonogatari
| Nº | Titolo italiano Giapponese 「Kanji」 - Rōmaji | In onda                | In onda |
| Nº | Titolo italiano Giapponese 「Kanji」 - Rōmaji | Giapponese             |         |
| 1  | Hitagi Crab, parte prima 「ひたぎクラブ 其の壹」 - Hitagi Kurabu sono ichi | 3 luglio 2009          |         |
| 1  | Koyomi Araragi, un ragazzo tornato umano dopo essere stato trasformato in vampiro, afferra al volo la sua compagna di classe Hitagi Senjōgahara dopo una caduta di parecchi metri, e nel farlo si rende conto che la ragazza non pesa quasi nulla. In seguito chiede a Tsubasa Hanekawa, la sua rappresentante di classe, informazioni su Hitagi, scoprendo che è stata a lungo malata e che è una ragazza piuttosto schiva. Uscendo da scuola Koyomi viene aggredito da Hitagi con un trincetto. La ragazza racconta che il suo peso le è stato sottratto da un granchio, e ottiene da Koyomi la promessa di non rivelare il suo segreto, rafforzando la minaccia ferendolo con una spillatrice. Il ragazzo però la segue e la convince a farsi aiutare da lui dopo averle mostrato che la ferita subita si è già rimarginata. I due si recano da Meme Oshino, uno specialista che in precedenza aveva aiutato Koyomi. Dopo aver ascoltato il loro racconto, l'uomo afferma che il peso di Hitagi è stato sottratto dalla divinità nota come Granchio del peso e che è in grado di aiutare la ragazza a riacquistarlo. |                        |         |
| 2  | Hitagi Crab, parte seconda 「ひたぎクラブ 其の貳」 - Hitagi Kurabu sono ni | 10 luglio 2009         |         |
| 2  | Meme chiede a Hitagi di lavarsi, cambiarsi d'abito e di incontrarlo nuovamente a mezzanotte. Trattandosi di una divinità, l'uomo spiega che dovranno pregarlo invece che combatterlo, per cui si posizionano davanti a un altare allestito per l'occasione. Meme chiede quindi a Hitagi di rilassarsi e le pone una serie di domande grazie alle quali la ragazza è costretta a rivivere il ricordo di quando sua madre entrò a far parte di una setta e portò a casa un uomo altolocato che le voleva usare violenza. All'epoca Hitagi lo ferì, fermandolo ma causando ripercussioni sulla madre, che culminarono nella separazione dei genitori; un peso che si porta dietro, sentendosi responsabile della distruzione della sua famiglia. Aprendo gli occhi Hitagi è in grado di vedere il granchio, ma, prima che possa pregarlo di restituirle il peso, questi l'attacca. Meme è così costretto a intervenire e, mentre tiene a bada il dio, la ragazza domanda di poter riavere indietro i suoi sentimenti per la madre e dunque il suo "peso". Grata per l'aiuto ricevuto da Koyomi, Hitagi gli chiede di diventare amici. |                        |         |
| 3  | Mayoi Snail, parte prima 「まよいマイマイ 其ノ壹」 - Mayoi Maimai sono ichi | 17 luglio 2009         |         |
| 3  | Il giorno della festa della mamma Koyomi, fortemente a disagio, esce di casa e si rifugia a meditare in un parco giochi. Hitagi si trova a passare di lì conoscendo il quartiere per averci abitato e si ferma a parlare con lui. I due discutono a lungo del fatto che la ragazza si sia offerta di esaudire un qualsiasi desiderio di Koyomi per ricambiare l'aiuto ottenuto in precedenza; Hitagi arriva anche a offrirsi come ragazza per Koyomi, ma egli rifiuta affermando che non potrebbe mai accettare un simile ripagamento. In seguito Koyomi nota una bambina che sembra essersi persa e si avvicina per aiutarla a trovare la strada. Essa prima rifiuta il suo aiuto e poi lo ignora, cosicché Koyomi la colpisce alla testa per attirarne l'attenzione; nella zuffa che segue la bambina si presenta come Mayoi Hachikuji e afferma di essere una piccola lumaca smarrita. Koyomi chiede quindi aiuto a Hitagi per trovare l'indirizzo di Mayoi, cosa che la ragazza acconsente di fare a malincuore e con scetticismo. |                        |         |
| 4  | Mayoi Snail, parte seconda 「まよいマイマイ 其ノ貳」 - Mayoi Maimai sono ni | 24 luglio 2009         |         |
| 4  | Dopo aver parlato con Mayoi, Koyomi scopre che la bambina sta cercando di raggiungere la casa della madre, che non vede da tempo perché continua a perdersi ogni volta che vi si dirige. In effetti anche stavolta il terzetto continua inspiegabilmente a sbagliare strada. Convinto che la bambina possa essere vittima di una maledizione, da cui le sue continue allusioni alla lumaca, Koyomi decide di mandare Hitagi da Meme, mentre lui rimane nel parco insieme a Mayoi. Nell'attesa i due parlano brevemente della madre della bambina e si azzuffano nuovamente. Nel mentre arriva Tsubasa che passava da quelle parti; la ragazza riappacifica i due e, scoprendo che era presente anche Hitagi, comincia a intuire la natura del rapporto tra i suoi due compagni di classe. Dopo che Tsubasa se n'è andata, Koyomi riceve una chiamata da Meme, il quale afferma che darà istruzioni a Hitagi su come risolvere il problema di Mayoi. |                        |         |
| 5  | Mayoi Snail, parte terza 「まよいマイマイ 其ノ參」 - Mayoi Maimai sono san | 31 luglio 2009         |         |
| 5  | Di ritorno da Meme, Hitagi rivela a Koyomi che la persona che ha incontrato la lumaca non è altri che lui; Mayoi infatti è lo spirito di una bambina, figlia di una coppia divorziata e affidata poi al padre, morta mentre tentava di raggiungere la casa della madre. Per questo Mayoi è un fantasma che fa perdere la via alle persone e che può essere visto solo da coloro che non vogliono tornare a casa. Hitagi si scusa quindi con Koyomi per non aver rivelato prima di non essere in grado di vedere la bambina, dal momento che temeva di essere nuovamente lei la "diversa". Nonostante Hitagi spieghi a Koyomi che liberarsi dello spettro è sufficiente per tornare a casa, il ragazzo si rifiuta di abbandonare Mayoi e, con uno stratagemma, riesce a condurre la bambina alla casa della madre, ormai demolita. Felice, Mayoi sparisce affermando di essere finalmente a casa. Colpita dalla generosità di Koyomi nell'aiutare chi si trova in difficoltà, Hitagi rivela di essere innamorata di lui e il ragazzo risponde di ricambiare i suoi sentimenti. Il giorno successivo Koyomi si imbatte nuovamente in Mayoi, che afferma di essere stata "promossa" a spirito vagante e che avrebbe piacere a incontrarlo di tanto in tanto. |                        |         |
| 6  | Suruga Monkey, parte prima 「するがモンキー 其ノ壹」 - Suruga Monkī sono ichi | 8 agosto 2009          |         |
| 6  | Recandosi da Hitagi per prepararsi all'imminente esame di fine anno, Koyomi viene raggiunto dalla sua kōhai Kanbaru Suruga, che gli esprime la sua ammirazione e poi si allontana quando Koyomi accenna al fatto che sarebbe andato a prendere ripetizioni da Hitagi. Durante la sessione di studio i due discutono del loro futuro dopo la scuola e Koyomi menziona Suruga, pensando che tra lei e Hitagi possa esserci un legame. In effetti Hitagi racconta di conoscere Suruga fin dai tempi delle medie, quando erano entrambe sportive di successo, rispettivamente nell'atletica e nel basket, ma che poi si erano perse di vista; l'interessamento di Suruga per Koyomi sarebbe quindi dovuto alla curiosità di Suruga nei confronti di Hitagi. Tornando a casa, Koyomi telefona a Tsubasa per chiedere informazioni su Hitagi e Suruga al tempo delle medie; l'amica gli rivela che le due si conoscevano bene e che Hitagi era molto popolare tra le sue kōhai. Poco dopo Koyomi viene brutalmente attaccato da una persona celata sotto un impermeabile e con le braccia insolitamente robuste, che lo lascia a terra ferito. In quel mentre giunge Hitagi, che era uscita per consegnargli il pagamento per Meme che Koyomi si era dimenticato a casa sua. |                        |         |
| 7  | Suruga Monkey, parte seconda 「するがモンキー 其ノ貮」 - Suruga Monkī sono ni | 21 agosto 2009         |         |
| 7  | Koyomi racconta a Hitagi di essersi ferito cadendo dalla bici, spiegazione che la ragazza sembra accettare. Il giorno dopo Koyomi si reca a casa di Suruga sospettando che sia lei il suo attentatore. La ragazza confessa e si scusa con lui, mostrandogli a parziale discolpa il suo braccio sinistro che ha la forma di una zampa di scimmia e che la scorsa notte aveva preso il suo controllo lasciandola in stato di trance. Suruga rivela inoltre di essere lesbica e di essere gelosa del rapporto di Koyomi con Hitagi, desiderando averla tutta per sé. Koyomi conduce quindi la kōhai da Meme. Lo specialista riconosce nel braccio di Suruga un demone minore chiamato Rainey Devil, che in cambio di tre desideri si appropria dell'anima delle persone. |                        |         |
| 8  | Suruga Monkey, parte terza 「するがモンキー 其ノ參」 - Suruga Monkī sono san | 28 agosto 2009         |         |
| 8  | Ereditando dalla madre una mano mummificata, Suruga la usò per la prima volta alle elementari esprimendo il desiderio di correre più veloce, e il giorno della corsa quattro partecipanti furono ricoverati in seguito all'assalto da parte del Rainey Devil. Spaventata dal potere dell'artefatto di esaudire desideri in modo imprevisto, desistette dall'usarlo fino a quando non vide Hitagi uscire con Koyomi e, accecata dalla gelosia, fece nuovamente ricorso alla zampa esprimendo il desiderio di stare con Hitagi. In cambio dei favori concessi a Suruga, la mano crebbe, privando la ragazza del braccio e lasciandola con la zampa di scimmia. Meme propone quindi come soluzione di tagliare il braccio, ma il ragazzo si offre invece di combattere il Rainey Devil per impedirgli di rispettare il suo contratto e abbandonare così Suruga. Per prepararsi alla battaglia, Koyomi si fa succhiare il sangue da Shinobu, una vampira regredita in forma infantile che vive con Meme, in modo da incrementare i suoi poteri da vampiro, ma nonostante ciò viene letteralmente fatto a pezzi dal mostro. All'ultimo istante viene salvato dall'arrivo di Hitagi, avvisata della situazione da Meme, che placa il demone e gli impedisce di continuare l'attacco senza invalidare parte del desiderio. Benché libera dal Rainey Devil, il braccio di Suruga rimane come zampa di scimmia, ma la ragazza stringe amicizia con Koyomi e Hitagi. |                        |         |
| 9  | Nadeko Snake, parte prima 「なでこスネイク 其ノ壹」 - Nadeko Suneiku sono ichi | 4 settembre 2009       |         |
| 9  | Koyomi e Suruga si recano a un santuario abbandonato per fare un lavoro per Meme. Durante la salita al tempio incrociano una ragazza che sta scendendo il sentiero e che secondo Koyomi ha un aspetto familiare. Giunti in cima i due scoprono numerosi brandelli di serpente disposti in un modo che lasci presagire un rituale e, svolto il loro compito, lasciano rapidamente il luogo. Il giorno seguente Koyomi e Tsubasa vanno in libreria per acquistare dei testi per gli esami e parlano del rapporto del ragazzo con Hitagi e Suruga e dello strano caso dei serpenti al tempio; poi Tsubasa ha un improvviso mal di testa e lascia il negozio. Koyomi incontra quindi nuovamente la ragazza del giorno prima e si ricorda infine che si tratta di Nadeko Sengoku, un'amica d'infanzia delle sue sorelle che frequentava spesso la loro casa. Lui e Suruga la intercettano al santuario e la portano a casa di Koyomi; qui Nadeko si denuda, mostrando sul corpo dei segni come di squame, e implora Koyomi di aiutarla. |                        |         |
| 10 | Nadeko Snake, parte seconda 「なでこスネイク 其ノ貮」 - Nadeko Suneiku sono ni | 11 settembre 2009      |         |
| 10 | Meme informa Koyomi che Nadeko è sotto l'influsso di un Jagirinawa, uno spirito serpente che stritola progressivamente le sue vittime fino a ucciderle. La maledizione le fu lanciata da una compagnia di classe gelosa, dopo che Nadeko aveva rifiutato il ragazzo che le piaceva; normalmente un anatema scagliato da un principiante non avrebbe conseguenze, ma Nadeko peggiorò inconsapevolmente la maledizione eseguendo il rituale di uccisione dei serpenti al santuario, un posto frequentato da spiriti, attirando così le ire del Jagirinawa. Koyomi ottiene un talismano con cui allontanare lo spirito e si reca nuovamente al tempio con Nadeko e Suruga. Il rituale sembra avere effetto quando Koyomi si rende conto che Nadeko sta venendo stritolata dal mostro. Lui e Suruga riescono a mettere in fuga lo spirito, ma il ragazzo si sente in colpa per non essere riuscito a distruggerlo, favorendo così il ritorno del serpente dalla persona che aveva lanciato la maledizione e mettendola così in pericolo. |                        |         |
| 11 | Tsubasa Cat, parte prima 「つばさキャット 其ノ壹」 - Tsubasa Kyatto sono ichi | 18 settembre 2009      |         |
| 11 | Il giorno dopo l'allontanamento del Jigirinawa, Nadeko avvicina Koyomi per ringraziarlo e gli rivela che durante la notte trascorsa da Meme, Shinobu guardava lei e Suruga con occhi diversi rispetto a Koyomi e Meme. Al sopraggiungere di Tsubasa, Nadeko si allontana di corsa; la rappresentante racconta a Koyomi che a scuola inizia a circolare voce del rapporto tra lui e Hitagi. Quando un improvviso mal di testa di Tsubasa interrompe la conversazione, Koyomi si ricorda di quando durante la Golden Week l'amica aveva sofferto dello stesso dolore; a quel tempo infatti la situazione familiare della ragazza le aveva causato un accumulo di stress, che aveva scatenato il suo lato oscuro trasformandola in un demone bianco noto come Gatto ninfomane. Nei panni del demone, Tsubasa aveva preso ad attaccare passanti, assorbendo la loro energia vitale. Per fermarla, Koyomi aveva fatto da esca, permettendo a Shinobu di morderla e risucchiare la sua energia fino a farla tornare Tsubasa. |                        |         |
| 12 | Tsubasa Cat, parte seconda 「つばさキャット 其ノ貮」 - Tsubasa Kyatto sono ni | 25 settembre 2009      |         |
| 12 | Koyomi e Hitagi stanno pranzando quando la ragazza gli chiede improvvisamente di uscire con lei per il loro primo appuntamento. Felice e speranzoso, Koyomi si presenta la sera a casa di Hitagi, ma è frustrato quando questa lo invita a salire in macchina con lei e il padre. Il suo disagio è inoltre accresciuto dal fatto che durante il viaggio Hitagi continua a stuzzicarlo e provocarlo. Giunti a un parcheggio, Hitagi lascia Koyomi in compagnia di suo padre, il quale chiede al ragazzo di prendersi cura della figlia al contrario di quanto abbia fatto lui. Poco dopo Hitagi fa ritorno e conduce Koyomi a una radura in cui ha steso una coperta. Distesisi ad ammirare le stelle, ella confessa il suo amore per Koyomi e gli chiede di baciarla. |                        |         |
| 13 | Tsubasa Cat, parte terza 「つばさキャット 其ノ參」 - Tsubasa Kyatto sono san | 3 novembre 2009 (ONA)  |         |
| 13 | Mentre si sta recando a scuola, Koyomi si imbatte in Mayoi, e, ancora su di giri per l'appuntamento con Hitagi, la assale alle spalle per farle una sorpresa. Dopo essersi ripresa dallo spavento, la bambina gli rivela di aver visto Shinobu da sola al negozio di ciambelle. Giunto a scuola Koyomi riceve un messaggio da Tsubasa, in cui lo prega di raggiungerla al più presto al parco giochi, dove la trova ancora in pigiama e con indosso un cappello. I due parlano dei recenti mal di testa che affliggono Tsubasa, e Koyomi la persuade a togliersi il cappello, rivelando due orecchie da gatto che le sono spuntate in testa. Temendo che si possa ripresentare il caso della Golden Week, i due si recano da Meme. L'uomo tuttavia colpisce Tsubasa alla testa, facendola svenire e rivelando che il Gatto ninfomane ha già preso possesso del suo corpo. Mentre infatti i capelli della ragazza si colorano di bianco, il demone si rivela. |                        |         |
| 14 | Tsubasa Cat, parte quarta 「つばさキャット 其ノ肆」 - Tsubasa Kyatto sono yon | 23 febbraio 2010 (ONA) |         |
| 14 | Dopo aver incapacitato il gatto, Meme mette al corrente Koyomi della situazione di Tsubasa. Il ragazzo vorrebbe ricorrere come in passato ai poteri di Shinobu per sigillare la creatura, ma ella è ancora assente. Si mette quindi in cerca del vampiro e chiede aiuto alle sue amiche per trovarla. Intanto il Gatto ninfomane si libera dalle sue costrizioni e raggiunge Koyomi; stavolta tuttavia si schiera dalla sua parte nell'aiutarlo a trovare Shinobu. Mentre setacciano la città, la creatura fa intendere che Shinobu possa essere offesa dall'atteggiamento di Koyomi nei suoi confronti o possa essere disturbata dai recenti casi delle cinque ragazze. Il gatto rivela inoltre di essere la manifestazione dello stress accumulato da Tsubasa a causa dei suoi sentimenti repressi per Koyomi, e che sarebbe possibile far sparire l'apparizione senza ricorre a Shinobu, se il ragazzo si innamorasse della sua padrona. |                        |         |
| 15 | Tsubasa Cat, parte quinta 「つばさキャット 其ノ伍」 - Tsubasa Kyatto sono go | 25 giugno 2010 (ONA)   |         |
| 15 | Koyomi è sorpreso di apprendere che Tsubasa è innamorata di lui, e vorrebbe continuare la ricerca di Shinobu. Il gatto tuttavia afferma che un modo alternativo per far sparire l'anomalia è uccidere la fonte dello stress di Tsubasa, e attacca Koyomi. Il ragazzo si rivela disposto a sacrificarsi per alleviare le sofferenze dell'amica, ma quando si rende conto delle conseguenze che la sua morte implicherebbe per Hitagi e per Tsubasa stessa, invoca l'aiuto di Shinobu. Il vampiro emerge quindi dall'ombra di Koyomi e attacca il gatto facendolo regredire a Tsubasa. Nel ricondurre Shinobu alla scuola abbandonata l'indomani, Koyomi scopre che Meme ha lasciato l'edificio. Il ragazzo immagina allora che lo specialista abbia liberato il gatto di proposito, perché reputava Koyomi maturo abbastanza da occuparsi da solo di Black Hanekawa e di eventuali altri casi di apparizioni. |                        |         |

## Nisemonogatari
| Nº | Titolo italiano (traduzione letterale) Giapponese 「Kanji」 - Rōmaji | In onda          | In onda |
| Nº | Titolo italiano (traduzione letterale) Giapponese 「Kanji」 - Rōmaji | Giapponese       |         |
| 1  | Karen Bee, parte uno 「かれんビー 其ノ壹」 - Karen Bī sono ichi | 7 gennaio 2012   |         |
| 1  | Koyomi si risveglia legato nella vecchia scuola abbandonata, e scopre che Hitagi lo ha sequestrato e imprigionato al fine di proteggerlo, sebbene la ragazza tragga evidentemente piacere nel tormentarlo e umiliarlo. Tornati agli eventi del giorno prima, si scopre di trovarci durante le vacanze estive, e Koyomi è costretto da Hitagi e Tsubasa a turni di studio quotidiani. Tsubasa però lo avverte di non avere tempo quel giorno, e Koyomi ha una breve discussione con Tsukihi, che lo accusa di trascurare le due sorelle ultimamente; egli apprende inoltre che Karen è uscita per risolvere un problema a un amico. Il ragazzo decide poi di andare a trovare Nadeko, ma nel tragitto incontra Mayoi e si ferma a parlare con lei. Egli le confessa i suoi dubbi sul fatto di rivelare o meno alla sua famiglia i suoi trascorsi da vampiro. Dopo averlo consigliato, Mayoi si congeda, assicurando che, una volta scoperto il motivo per il quale il suo spirito sia rimasto sulla Terra dopo che Koyomi l'aveva aiutata, non sarebbe scomparsa senza prima salutarlo. |                  |         |
| 2  | Karen Bee, parte due 「かれんビー 其ノ貳」 - Karen Bī sono ni | 14 gennaio 2012  |         |
| 2  | Dopo essersi congedato da Mayoi, Koyomi arriva a casa di Nadeko e passa del tempo a giocare con lei. La ragazza gli racconta che nella sua scuola continuano a circolare maledizioni amatoriali, e che Karen e Tsukihi, in quanto autoproclamatesi guardiane della giustizia con il nome di Fire Sisters, stanno indagando sull'origine degli anatemi. Quando la madre di Nadeko torna a casa prima del tempo, Koyomi se ne va. Egli chiama quindi Suruga e si offre di aiutarla a riordinare i suoi libri. Per strada Koyomi si imbatte in Karen, la quale afferma di essere occupata a svolgere un servizio per la comunità e che si dilegua dopo aver ricevuto una telefonata. In seguito, parlando con Suruga, Koyomi la accusa di non essere realmente una pervetita come ama definirsi, e la ragazza, per dimostrargli il contrario, lo molesta. |                  |         |
| 3  | Karen Bee, parte tre 「かれんビー 其ノ參」 - Karen Bī sono san | 20 gennaio 2012  |         |
| 3  | Nell'uscire da casa di Suruga, Koyomi si ritrova davanti Deishū Kaiki, un uomo sinistro che gli chiede informazioni sulla figlia di Tooe Gaen, che Koyomi capisce essere Suruga. Convintosi tuttavia dell'impossibilità di fare affari, Deishū si allontana. Passeggiando per strada Koyomi si imbatte in Hitagi, la quale si dice delusa dal suo scarso impegno scolastico. Parlando, Koyomi menziona Deishū, alché la ragazza lo tramortisce e lo imprigiona nella scuola abbandonata. Hitagi gli racconta che Deishū è uno specialista a cui si era rivolta in precedenza per il suo problema, ma che aveva truffato lei e la sua famiglia. Convinta della pericolosità dell'uomo, ella vuole evitare che Koyomi ci abbia che fare e per questo lo ha rapito. Quando però Koyomi riceve un messaggio di Tsukihi in cui chiede il suo aiuto, egli si libera dalle manette grazie ai suoi poteri di vampiro e si appresta a soccorrere la sorella. Hitagi è decisa a contrastarlo, ma riceve una telefonata da Tsubasa che la getta nel panico e alla mercé del suo interlocutore e, scusatasi con Koyomi, gli permette di andarsene.                                                                        |                  |         |
| 4  | Karen Bee, parte quattro 「かれんビー 其ノ肆」 - Karen Bī sono yon | 27 gennaio 2012  |         |
| 4  | Tornato a casa, Koyomi trova Tsubasa e Tsukihi che si prendono cura di una febbricitante Karen. Il ragazzo scopre infatti che Tsubasa ha dato una mano alle Fire Sisters nella loro missione. Koyomi si arrabbia con Karen per essersi imbarcata in qualcosa di pericoloso e per aver coinvolto Tsubasa senza averlo prima avvertito. Per calmarlo, l'amica lo mette al corrente della situazione, rivelandogli che le Fire Sisters si erano messe sulle tracce della persona che diffonde le maledizioni nella loro scuola, e che grazie all'aiuto di Tsubasa erano riuscite a risalire a Deishū; Karen aveva quindi cercato di affrontarlo da sola, ma senza successo e subendo a sua volta una maledizione. In seguito Koyomi si fa il bagno e dalla sua ombra emerge Shinobu, la quale inizia ad aprirsi con lui dopo i loro trascorsi. Il vampiro gli comunica che Karen è stata punta da un'ape soprannaturale, il cui veleno causa febbri elevate e conduce infine alla morte. |                  |         |
| 5  | Karen Bee, parte cinque 「かれんビー 其ノ伍」 - Karen Bī sono go | 4 febbraio 2012  |         |
| 5  | Koyomi apprende da Tsukihi e Tsubasa che Karen aveva cercato di affrontare Deishū da sola. Il truffatore le aveva rivelato di essere interessato ai soldi e di aver scelto la scuola per la facilità di raggirare i giovani studenti. Deishū aveva infine colpito Karen con la maledizione dell'ape, lasciandola avvelenata e paralizzata, e avvertendola che avrebbe continuato con i suoi affari. Dopo aver salutato Tsubasa, Koyomi si prende cura di Karen. La sorella è restia per evitare di contagiarlo, così Koyomi si assenta in bagno per chiedere a Shinobu se è possibile trasferire la malattia di Karen su di sé. Il vampiro ammette di conoscere un modo, ma lo avverte che esso prevede un rituale insolito. Tornato da Karen, Koyomi la informa della sua intenzione di baciarla. |                  |         |
| 6  | Karen Bee, parte sei 「かれんビー 其ノ陸」 - Karen Bī sono roku | 11 febbraio 2012 |         |
| 6  | Koyomi bacia la sorella ma riesce a risucchiare solo parte del veleno dell'ape; nonostante ciò la febbre della ragazza diminuisce sensibilmente. Nel recarsi da Hitagi, Koyomi incontra Mayoi e si ferma a parlare con lei del problema della sorella e del diventare adulti. La bambina gli assicura che riuscirà a cavarsela così come ha sempre fatto. Giunto da Hitagi, Koyomi scopre che la ragazza ha organizzato un incontro con Deishū in cui medita di vendicarsi sull'uomo. Hitagi infatti gli attribuisce parte della colpa di aver fatto divorziare i suoi genitori. Koyomi le racconta dell'incontro tra Deishū e Karen e la convince ad affrontare il truffatore insieme nel pomeriggio. Tornato a casa per riposarsi, Koyomi apprende da Tsukihi che Karen è scomparsa; temendo che possa essersi diretta ancora una volta ad affrontare Deishū, il ragazzo chiede aiuto a Shinobu per trovarla. |                  |         |
| 7  | Karen Bee, parte sette 「かれんビー 其ノ漆」 - Karen Bī sono nana | 18 febbraio 2012 |         |
| 7  | Koyomi trova Karen, la quale è decisa ad affrontare Deishū. Per convincerla a desistere, Koyomi la combatte e afferma che le Fire Sisters non sono delle vere paladine della giustizia, ma prendono il loro incarico come un gioco in quanto mancano di convinzione. Dopo averla riaccompagnata a casa, il ragazzo si incontra con Hitagi e i due si recano all'appuntamento con Deishū. Senza bisogno di ricorrere alla violenza, l'uomo afferma che avrebbe abbandonato i suoi affari nella scuola e lasciato la città, e che la maledizione lanciata su Karen è un semplice trucco che dovrebbe sparire entro pochi giorni, in quanto egli è un semplice truffatore. Dopo aver dato sfogo a tutta l'avversione repressa nei suoi confronti, Hitagi permette all'uomo di andarsene, e afferma di poter finalmente andare avanti con la sua vita; quella sera, la ragazza chiede a Koyomi di passare la notte con lei. L'indomani Koyomi trova Karen già del tutto guarita, e le Fire Sisters lasciano la casa per andare a risolvere i problemi lasciati indietro da Deishū tra i loro compagni di scuola.                                                                                                  |                  |         |
| 8  | Tsukihi Phoenix, parte uno 「つきひフェニックス 其ノ壹」 - Tsukihi Fenikkusu, sono ichi | 25 febbraio 2012 |         |
| 8  | Koyomi sta studiando quando è interrotto da Karen, la quale vorrebbe sdebitarsi in qualche modo per l'aiuto ricevuto. Koyomi nota con sorpresa che la sorella indossa i vestiti di Tsukihi e ha un'aria più femminile del solito. Karen gli chiede di presentarla a Suruga, sapendo che il fratello e la sportiva sono amici, ma il ragazzo rifiuta temendo che la kohai possa molestarla. Koyomi le propone tuttavia un gioco e si dichiara disposto a esaudire la sua richiesta se Karen dovesse vincere; condizioni che Karen accetta prontamente. La sfida consiste nel farsi spazzolare i denti dal fratello per cinque minuti senza opporre resistenza. Mentre Koyomi la spazzola, entrambi cominciano a eccitarsi, e quando vengono sorpresi da Tsukihi, si rendono conto che i cinque minuti sono già passati. Mentre Tsikihi si appresta a punirli, Koyomi accetta la sconfitta e Karen gli propone di continuare da dove avevano interrotto. |                  |         |
| 9  | Tsukihi Phoenix, parte due 「つきひフェニックス 其ノ貳」 - Tsukihi Fenikkusu, sono ni | 3 marzo 2012     |         |
| 9  | Koyomi accompagna Karen da Suruga per rispettare l'accordo. Per strada incontrano una donna che si presenta come Yozuru Kagenui e che chiede loro indicazioni. Nonostante le apparenze, Karen ha l'impressione che si tratti di una forte combattente. Non conoscendo l'edificio, Koyomi telefona a Tsubasa e scopre che la donna è in cerca della scuola abbandonata dove viveva Meme. Prima di dileguarsi, Yuzuru chiede a Koyomi di dare la stessa indicazione anche a una ragazza che lo cercherà più avanti. Dopo aver presentato Karen a Suruga, Koyomi torna a casa e si imbatte in Mayoi. Mentre i due discutono, sono raggiunti da Yotsugi Ononoki, una ragazza che domanda le stesse indicazioni per la scuola abbandonata. Koyomi è sorpreso di notare che Yotsugi può vedere Mayoi e che sia lei sia Yozuru sembrano a conoscenza della situazione di lui, di sua sorella e delle sue amiche. |                  |         |
| 10 | Tsukihi Phoenix, parte tre 「つきひフェニックス 其ノ參」 - Tsukihi Fenikkusu, sono san | 10 marzo 2012    |         |
| 10 | Shinobu chiede a Koyomi di portarla al negozio di ciambelle per approfittare di una promozione. Prima di partire il ragazzo nota che stranamente le cicatrici sul corpo di Tsukihi sono tutte sparite. Al negozio, Koyomi interroga Shinobu su Yozuru e Yotsugi, quando scorge Deishū, il quale è tornato brevemente in città per risolvere una faccenda. Dietro pagamento, Deishū racconta che Yozuru è un'esorcista specializzata in creature immortali e Yotsugi è il suo shikigami. Domandandosi se lui e Shinobu possano essere i bersagli delle due, Koyomi torna a casa e trova Yozuru e Yotsugi davanti all'abitazione. Quando Tsukihi apre la porta, Yotsugi la attacca immediatamente, facendola a pezzi. Fuori di sé, Koyomi si scaglia su Yotsugi, ma è sopraffatto da Yozuru; la donna gli mostra che il corpo di Tsukihi si è già riformato e gli rivela che Tsukihi non è la sua vera sorella, ma una fenice che ha assunto l'aspetto della ragazza. Shinobu minaccia di attaccare le esorciste, e Yozuru, sebbene sappia che il vampiro non ha la forza per fermarla, decide di ritirarsi, avvertendo però che sarebbe tornata l'indomani per uccidere Tsukihi.                               |                  |         |
| 11 | Tsukihi Phoenix, parte quattro 「つきひフェニックス 其ノ肆」 - Tsukihi Fenikkusu, sono yon | 17 marzo 2012    |         |
| 11 | Dopo aver appreso da Shinobu che Tsukihi è in realtà una creatura soprannaturale che si reincarna in eterno in un nuovo feto umano dopo essere deceduta, Koyomi si reca alla scuola abbandonata per affrontare Yozuru e Yotsugi. Per prepararsi allo scontro, Shinobu succhia un po' di sangue da Koyomi, per recuperare in parte la sua vecchia forza e accrescere i poteri da vampiro del ragazzo. Shinobu accetta quindi di sfidare Yotsugi, mentre Koyomi affronta Yozuru. L'esorcista gli rivela che lei, Meme e Deishū erano compagni di università e che proprio Deishū le aveva rivelato la condizione soprannaturale di Tsukihi. Dopo aver picchiato selvaggiamente il ragazzo, Yozuru scopre che Yotsugi è stata facilmente battuta da Shinobu. L'esorcista si prepara quindi ad affrontare il vampiro, ma Koyomi si rialza e afferma che non avrebbe mai abbandonato la sorella che sia l'originale o una creatura soprannaturale. Colpita dalla determinazione del ragazzo nel voler proteggere Tsukihi e dal fatto che Koyomi non si fosse battuto con l'intento di ucciderla, Yozuru decide di arrendersi e di andarsene in pace con Yotsugi; Koyomi può così tornare a casa dalle sue sorelle. |                  |         |

## Nekomonogatari (kuro)
| Nº | Titolo italiano (traduzione letterale) Giapponese 「Kanji」 - Rōmaji | In onda          | In onda |
| Nº | Titolo italiano (traduzione letterale) Giapponese 「Kanji」 - Rōmaji | Giapponese       |         |
| 1  | Tsubasa Family, parte uno 「つばさファミリー 其ノ壹」 - Tsubasa Famirī sono ichi | 31 dicembre 2012 |         |
| 1  | È l'inizio della Golden Week, dopo le vacanze di primavera in cui Koyomi è diventato un vampiro e prima degli eventi di Bakemonogatari. Dopo essere stato svegliato dalla sorella Tsukihi, Koyomi le rivela di iniziare a provare dei sentimenti per una sua compagna di classe e, domandandosi se possa trattarsi di amore, ne approfitta per farle alcune domande sul tema. Tsukihi arriva alla conclusione che il fratello è semplicemente sessualmente represso e gli consiglia di comprarsi dei giornaletti porno per sfogare le sue pulsioni. Uscito di casa, Koyomi si imbatte proprio nella ragazza in questione, Tsubasa Hanekawa, la quale ha un grosso cerotto sulla guancia. Su pressione dell'amico, Tsubasa gli confida di vivere con dei genitori adottivi e di essere stata picchiata dal padre adottivo. La ragazza gli chiede di non dirlo a nessuno e in cambio si offre di esaudire una qualsiasi sua richiesta; con sua sorpresa, però, Koyomi le chiede di poter utilizzare il suo sangue di vampiro per guarire la ferita. |                  |         |
| 2  | Tsubasa Family, parte due 「つばさファミリー 其ノ貳」 - Tsubasa Famirī sono ni | 31 dicembre 2012 |         |
| 2  | Koyomi va a trovare Meme Oshino alla scuola abbandonata, dove, dopo gli eventi delle vacanze di primavera, vive anche la vampira Shinobu, regredita a una ragazzina di otto anni, in legame simbiotico con Koyomi e che si dimostra ancora risentita nei confronti del ragazzo. Koyomi racconta a Meme che dopo aver guarito la ferita di Tsubasa i due avevano trovato un gatto bianco senza coda morto sul ciglio della strada, che Tsubasa aveva voluto seppellire. Meme afferma che il gatto era in realtà uno spirito maledetto, e si fa dire da Koyomi il luogo dove lo hanno sepolto per controllare, mentre chiede al ragazzo di tenere d'occhio Tsubasa. Più tardi Koyomi trova Tsubasa posseduta dallo spirito del gatto che vaga per la città trascinando i suoi genitori svenuti. Cerca quindi di fermarla, ma lo spirito gli strappa un braccio e fugge. Chiamata un'ambulanza, Koyomi si riattacca il braccio e si risveglia diverse ore dopo alla scuola abbandonata, dove scopre che Shinobu ha vegliato su di lui per velocizzare la guarigione. Meme afferma che la situazione richiede ormai uno specialista e si allontana per affrontare Tsubasa, chiedendo a Koyomi di tenersi alla larga. |                  |         |
| 3  | Tsubasa Family, parte tre 「つばさファミリー 其ノ參」 - Tsubasa Famirī sono san | 31 dicembre 2012 |         |
| 3  | Koyomi si introduce nella casa degli Hanekawa ed è sconvolto nello scoprire che Tsubasa non ha una propria stanza, concludendo che il problema famigliare della ragazza è molto grave. Mentre in città si moltiplicano gli attacchi dello spirito felino agli abitanti, che vengono prosciugati delle loro energie, Tsubasa non si presenta a scuola per diversi giorni. Infine Koyomi si reca da Meme, ma scopre che lo specialista è stato sonoramente sconfitto. Sebbene infatti il gatto sia solitamente un'anomalia debole, combinato alla grande intelligenza di Tsubasa lo rende un avversario formidabile. Meme afferma inoltre che lo spirito deve essere fermato prima della completa assimilazione con la ragazza, o non sarà più possibile salvare Tsubasa. Il giorno dopo Koyomi incontra il gatto, che afferma di avere intenzione di lasciare il corpo di Tsubasa dopo aver alleviato tutto lo stress accumulato della ragazza. In seguito alla dipartita dello spirito, Koyomi si rende conto che i suoi sentimenti per Tsubasa hanno superato anche l'amore e di essere pronto a morire per lei.                                                                                                |                  |         |
| 4  | Tsubasa Family, parte quattro 「つばさファミリー 其ノ肆」 - Tsubasa Famirī sono yon | 31 dicembre 2012 |         |
| 4  | Dopo aver supplicato Shinobu per giorni, Koyomi ottiene infine dalla vampira la spada Kokorowatari, in grado di uccidere le anomalie senza fare del male alle persone che ne sono possedute. Con uno stratagemma il ragazzo riesce poi ad attirare Tsubasa alla scuola abbandonata. Qui, invece di compatire l'amica, le rinfaccia il fatto di non essersi fatta carico dei suoi problemi e di essersi fatta possedere. Lo spirito infuriato l'attacca, ma dopo averlo tranciato a metà si accascia al suolo, in quanto Koyomi aveva in precedenza nascosto all'interno del suo corpo la Kokorowatari con l'intento di farsi colpire. Lo spirito tuttavia continua ad aggrapparsi al corpo della ragazza, fino a quando interviene Shinobu a guarire le ferite di Koyomi e a sopprimere l'anomalia. Tsubasa torna quindi alla normalità, perdendo però i ricordi del periodo in cui è stata posseduta. Koyomi giunge infine alla conclusione di non amare Tsubasa, ma che grazie al suo aiuto è riuscito finalmente a curarsi degli altri e che presto troverà una ragazza che potrà veramente amare, facendo presagire il suo incontro con Hitagi.                                                              |                  |         |

## Monogatari: Second Season
| Nº | Titolo italiano (traduzione letterale) Giapponese 「Kanji」 - Rōmaji | In onda           | In onda |
| Nº | Titolo italiano (traduzione letterale) Giapponese 「Kanji」 - Rōmaji | Giapponese        |         |
| 1  | Tsubasa Tiger, parte uno 「つばさタイガー 其ノ壹」 - Tsubasa Taigā sono ichi | 6 luglio 2013     |         |
| 1  | È l'inizio del secondo semestre e, andando a scuola, Tsubasa incontra prima Mayoi, che le racconta di essere stata da Koyomi ma di non averlo trovato in casa, e poi un'apparizione in forma di un'enorme tigre bianca che le passa solamente a fianco. Giunta a scuola racconta a Hitagi dell'accaduto e l'amica le sconsiglia di chiedere l'aiuto di Koyomi. Poco dopo, le due vedono del fumo salire in lontananza e Tsubasa scopre che la sua casa sta andando a fuoco. Con la casa bruciata alle fondamenta e senza un posto dove passare la notte, essa informa i genitori che passerà la notte da un'amica, ma decide invece di dormire alla vecchia scuola abbandonata dove viveva Meme. Dopo essere venuta a conoscenza della situazione, Hitagi si mette in cerca dell'amica e una volta trovata la porta a casa sua, spiegando che la scuola non è un posto sicuro per una ragazza dove passare la notte. Il giorno dopo le due decidono di saltare la scuola e Hitagi riceve un messaggio da Koyomi in cui il ragazzo afferma di doversi assentare per un periodo di tempo. Mentre si preparano a fare un bagno, Hitagi chiede a Tsubasa se sia ancora innamorata di Koyomi, al che la ragazza risponde prontamente di sì. |                   |         |
| 2  | Tsubasa Tiger, parte due 「つばさタイガー 其ノ貳」 - Tsubasa Taigā sono ni | 13 luglio 2013    |         |
| 2  | Dal momento che i suoi genitori non hanno ancora trovato una nuova casa in cui abitare, Tsubasa continua a soggiornare da Hitagi. Tuttavia gli eventi recenti hanno avuto un impatto così forte su di lei, che ancora una volta viene posseduta da Black Hanekawa. L'anomalia sgattaiola via da casa di Hitagi per confrontarsi con la tigre incontrata precedentemente, dal momento che, secondo lei, il fuoco appiccato alla sua casa è stato causato dalla creatura. Dopo un breve scontro, Tsubasa torna da Hitagi e la trova sveglia ad attenderla, per niente spaventata dal suo aspetto da Black Hanekawa. Il giorno dopo Tsubasa è tornata normale e come al solito non ha mantenuto alcun ricordo della sera precedente. Hitagi le domanda nuovamente se è realmente innamorata di Koyomi. |                   |         |
| 3  | Tsubasa Tiger, parte tre 「つばさタイガー 其ノ參」 - Tsubasa Taigā sono san | 20 luglio 2013    |         |
| 3  | Hitagi giustifica la sua domanda affermando che Tsubasa e Koyomi sono troppo diversi l'una dall'altro, citando ad esempio il fatto che la ragazza è talmente innocente da non rendersi conto se qualcuno tentasse di avvicinarla con malizia. Lo stesso giorno Tsubasa incontra Suruga a scuola, e la kohai le rivela che Koyomi le ha inviato un messaggio in cui le chiede di incontrarlo la sera alla scuola abbandonata. Di ritorno a casa di Hitagi, Tsubasa racconta l'accaduto all'amica ed entrambe decidono di non immischiarsi negli affari del ragazzo. Più tardi ricevono la visita di Karen e Tsukihi che si offrono di ospitare Tsubasa per il tempo a venire. Tsubasa accetta e si sistema nella stanza di Koyomi. Nel mezzo della notte si trasforma in Black Hanekawa e Shinobu le appare davanti spiegando che il suo collegamento con Koyomi è stato interrotto e che lo sta cercando. L'anomalia rivela allora al vampiro dell'incontro del ragazzo con Suruga programmato per quella sera e si offre di accompagnarlo, ma quando i due giungono alla scuola abbandonata trovano l'edificio completamente bruciato. |                   |         |
| 4  | Tsubasa Tiger, parte quattro 「つばさタイガー 其ノ四」 - Tsubasa Taigā sono yon | 27 luglio 2013    |         |
| 4  | Tsubasa si risveglia l'indomani nella stanza di Koyomi. Uscendo di casa è fermata dalla madre del ragazzo, che afferma che la ragazza non dovrebbe affezionarsi troppo a loro come un rimpiazzo per la sua famiglia naturale, con cui dimostra di avere delle frizioni. In seguito, camminando nel parco, Tsubasa incontra un uomo di nome Episode; un mezzo vampiro che l'aveva quasi uccisa in passato, e la specialista Izuko Gaen. Izuko afferma di sapere tutto e sorprende Tsubasa quando dimostra di essere a conoscenza dei sentimenti che la legano a Koyomi e del suo problema con la tigre. Izuko ed Episode si allontanano, spiegando che il problema di Tsubasa è suo e solo lei può risolverlo, ma le lasciano un indizio sul nome dell'anomalia, che chiamano Tormentigre. Quando la ragazza racconta a Hitagi delle sue scoperte, l'amica le rivela che gli incendi sono collegati alla sua presenza, dal momento che tutti i posti dove Tsubasa ha passato la notte sono bruciati poco dopo. Tornata a casa di Koyomi, Tsubasa viene coinvolta in un gioco di carte da Karen e Tsukihi e nel corso della partita capisce di soffrire di gelosia. Ormai sicura di dover fronteggiare la tigre, inizia a scrivere una lettera per Black Hanekawa, per essere sicura di condividere con lei i suoi sentimenti. |                   |         |
| 5  | Tsubasa Tiger, parte cinque 「つばさタイガー 其ノ伍」 - Tsubasa Taigā sono go | 3 agosto 2013     |         |
| 5  | Nella lettera a Black Hanekawa Tsubasa scrive che la tigre è un'altra apparizione determinata dai suoi sentimenti repressi, questa volta di gelosia. Inoltre chiede all'anomalia di far rientrare entrambe nel suo cuore, essendo stavolta preparata ad affrontare anche i lati negativi della sua personalità. La ragazza confronta la tigre proprio mentre questa si prepara a bruciare l'appartamento di Hitagi. Nonostante Tsubasa non abbia alcuna possibilità di sconfiggerla, riesce a tenerla in stallo abbastanza a lungo da permettere a Koyomi di arrivare e di trapassarla con una lunga spada. Prima di assorbire entrambi gli spiriti, Tsubasa riesce finalmente a dichiarare il suo amore per il ragazzo, ma viene respinta dal momento che l'amore di Koyomi per Hitagi è più forte. A seguito di questi avvenimenti i capelli di Tsubasa sono diventati a strisce bianche e nere e la ragazza li mantiene neri tingendoli. Essa inoltre si riconcilia con la sua famiglia e i tre trovano un nuovo appartamento in cui vanno ad abitare tutti insieme. |                   |         |
| 6  | Sommario I 「総集編Ⅰ」 - Shōshūhen I | 10 agosto 2013    |         |
| 6  | Episodio riassuntivo che racconta gli eventi di Nekomonogatari (kuro) dal punto di vista di Koyomi. |                   |         |
| 7  | Mayoi Jiangshi, parte uno 「まよいキョンシー 其ノ壹」 - Mayoi Kyonshī sono ichi | 17 agosto 2013    |         |
| 7  | È l'ultimo giorno di vacanze estive e Koyomi cerca Mayoi per restituirle lo zaino che aveva dimenticato a casa sua. Lungo la strada incontra Yotsugi che gli rivela che, proprio come lui e Mayoi, una volta è morta, ma mentre Koyomi è stato trasformato in un essere immortale e Mayoi è diventata un fantasma, è stata resuscitata da Yuzuru come shikigami per servirla. Senza alcuna traccia di Mayoi e con le parole di Yotsugi nella mente, Koyomi torna a casa e continua a pensare a cosa avrebbe potuto fare per Mayoi fino a quando Shinobu non gli ricorda che ha solo poche ore per finire i compiti estivi. Egli medita quindi sulla possibilità di tornare nel passato per finire i compiti in tempo e, con sua grande sorpresa, Shinobu gli rivela che è possibile. Giunti al tempio abbandonato, Shinobu apre un portale per il passato e i due vi passano attraverso, al fine di raggiungere il giorno precedente, ma poco dopo si rendono conto di essere arrivati undici anni nel passato. |                   |         |
| 8  | Mayoi Jiangshi, parte due 「まよいキョンシー 其ノ貳」 - Mayoi Kyonshī sono ni | 24 agosto 2013    |         |
| 8  | Rendendosi conto di essere giunto il giorno prima della morte di Mayoi, Koyomi decide di salvarla e fare quindi in modo che non diventi un fantasma. Mentre cercano indicazioni, egli e Shinobu incontrano una Tsubasa bambina che, sospettosa, li dirige verso una stazione della polizia. I due riescono a farsi dare l'indirizzo di Mayoi da un agente. Il giorno seguente tornano per cercare di guidarla sana e salva fino alla casa di sua madre, ma dopo aver atteso ore, compare il padre di Mayoi e dice loro che la piccola è uscita di casa presto quella mattina. Koyomi riesce a incontrare Mayoi nello stesso luogo dove l'ha vista la prima volta e, dopo averla spaventata, la salva dall'impatto con un camion: il piano per salvarle la vita è compiuto. Tuttavia, dopo essere tornati nel presente, Koyomi si rende conto che le sue azioni hanno cambiato drasticamente il corso della storia così come la conosceva, portando il mondo alla distruzione. |                   |         |
| 9  | Mayoi Jiangshi, parte tre 「まよいキョンシー 其ノ參」 - Mayoi Kyonshī sono san | 31 agosto 2013    |         |
| 9  | Una volta tornati nel presente, Koyomi e Shinobu trovano la città completamente deserta e in breve capiscono che quella è una conseguenza derivante dall'aver salvato Mayoi nel passato. Decidono quindi di tornare al santuario per cercare di rimediare alle loro azioni, ma una volta lì scoprono che Meme vi ha posto un amuleto diverso, il quale impedisce loro di aprire un nuovo portale. Giunta la notte i due vengono circondati da minacciosi esseri non-morti. Shinobu si rende conto che quelle creature una volta erano dei vampiri che hanno perduto il loro padrone, che altri non è che lei stessa. Infatti, quando Shinobu scappò di casa, fu Mayoi ad aiutare Koyomi a ritrovarla, ma nell'attuale linea temporale questo non si è verificato perché Mayoi non ha mai conosciuto il ragazzo. Quel Koyomi sarà dunque ucciso da Black Hanekawa e Shinobu darà inizio a una prolificazione vampirica a livello mondiale per poi decidere infine di suicidarsi. Koyomi e Shinobu usano dei fuochi d'artificio per attirare l'attenzione di chiunque fosse riuscito a salvarsi, ma riescono solo a radunare altri non-morti. |                   |         |
| 10 | Mayoi Jiangshi, parte quattro 「まよいキョンシー 其ノ貳」 - Mayoi Kyonshī sono yon | 7 settembre 2013  |         |
| 10 | D'improvviso compare una giovane donna che mette in fuga i non-morti lanciando loro dei chicchi di riso; Koyomi scopre che la ragazza non è altro che Mayoi da grande. Tramite Mayoi, Meme, il quale aveva previsto questo scenario, spiega in una lettera a Koyomi e Shinobu che si trovano in una dimensione parallela e che prima di tornare alla loro linea temporale devono distruggere la Shinobu alternativa, ancora viva, per fermare la diffusione dell'epidemia ed evitare la fine del mondo. Dopo essersi congedati dalla Mayoi adulta, Koyomi e Shinobu ritornano al santuario, dove la Shinobu alternativa piange di gioia nello scoprire che in un'altra linea temporale è riuscita a riunirsi con Koyomi e si offre di sacrificarsi per permettere ai due di tornare alla loro dimensione. Di ritorno nella sua linea temporale, Koyomi incontra Mayoi bambina e la accompagna a casa sua per restituirle lo zaino. |                   |         |
| 11 | Sommario II 「総集編Ⅱ」 - Shōshūhen II | 14 settembre 2013 |         |
| 11 | Episodio riassuntivo che racconta gli eventi di Bakemonogatari dal punto di vista di Koyomi. |                   |         |
| 12 | Nadeko Medusa, parte uno 「なでこメドゥーサ 其ノ壹」 - Nadeko Medūsa sono ichi | 21 settembre 2013 |         |
| 12 | Al santuario del serpente, Nadeko, trasformata in un'anomalia con serpenti bianchi al posto dei capelli e occhi rossi, combatte contro Koyomi e Shinobu, che intendono eliminarla. Qualche giorno prima Nadeko sta andando a scuola quando incontra Ōgi Oshino; sebbene Nadeko non si ricordi di averla mai conosciuta, Ōgi si presenta come la nipote di Meme e dimostra di essere a conoscenza dei suoi trascorsi. A scuola e a casa Nadeko inizia ad avere delle allucinazioni di piccoli serpenti bianchi e decide pertanto di chiamare Koyomi, il quale la rassicura che insieme a Shinobu l'avrebbe incontrata alla sera per cercare di risolvere il problema. Conclusa la telefonata, una voce dice a Nadeko di recarsi al santuario, dove si manifesta la grande anomalia-divinità serpente che dice di chiamarsi Kuchinawa. Kuchinawa le chiede un favore per ripagare l'uccisione dei serpenti compiuta da Nadeko in estate, e la ragazza accetta anche se ciò dovesse portarla a scontrarsi con Koyomi. |                   |         |
| 13 | Nadeko Medusa, parte due 「なでこメドゥーサ 其ノ貳」 - Nadeko Medūsa sono ni | 28 settembre 2013 |         |
| 13 | Dopo aver chiamato Koyomi e rassicuratolo sul fatto di non avere più allucinazioni, Nadeko inizia a collaborare con Kuchinawa, il quale vuole che la ragazza lo aiuti a ritrovare il suo cadavere. Di sera Nadeko esce di casa per svolgere l'incarico, ma nonostante i suoi sforzi non riesce a disseppellire il corpo del serpente. Giunge invece Koyomi, il quale, avvertito dai genitori della ragazza, si è messo sulle sue tracce per riportarla a casa. Koyomi le chiede cosa stesse facendo, ma Nadeko svia i sospetti con una scusa plausibile e facendo leva sulla sua aria d'innocenza. Koyomi le propone di restare a dormire da lui, nella sua stanza, ma durante i preparativi spunta Shinobu, che colpisce e fa svenire il ragazzo e lo trascina sul divano. Shinobu, parlando con Nadeko, capisce che la ragazza non fa apposta a essere timida, carina e svampita, ma lo è realmente, e che è fortunata a poter trarre vantaggio da questa sua condizione perché tutti aiutandola, compatendola, perdonandola e non dandole mai la colpa sono ammaliati dalla sua figura. |                   |         |
| 14 | Nadeko Medusa, parte tre 「なでこメドゥーサ 其ノ參」 - Nadeko Medūsa sono san | 5 ottobre 2013    |         |
| 14 | Nadeko si risveglia accanto a Tsukihi, che pensava di trovare nel letto suo fratello. Le due amiche hanno una conversazione in cui Tsukihi mostra a Nadeko che i suoi vestiti abbondanti, la sua frangia, la sua aria innocente e l'innamoramento per Koyomi sono tutte conseguenze di un tentativo di rendersi carina e distogliere lo sguardo dai problemi reali, creandosi un falso senso di appagamento. Tsukihi, per smuovere Nadeko, le taglia quindi la sua amata frangia. Scossa, Nadeko scappa e va a scuola, dove inizia a perdere il controllo nei confronti di professori e compagni, mostrandosi decisa e arrogante. Su suggerimento di Kuchinawa decide infine di cercare il cadavere del serpente, che è stato preservato sotto forma di talismano, nel suo nascondiglio a casa Araragi. Trovatolo, Kuchinawa invita Nadeko a ingoiarlo, promettendo in cambio di esaudire un qualunque suo desiderio. Allettata, Nadeko chiede al serpente di fare in modo che Koyomi ricambi il suo amore, ma Koyomi, mostrandosi improvvisamente, risponde che è impossibile. |                   |         |
| 15 | Nadeko Medusa, parte quattro 「なでこメドゥーサ 其ノ肆」 - Nadeko Medūsa sono yon | 12 ottobre 2013   |         |
| 15 | Prima Koyomi in maniera gentile e poi Shinobu in modo aggressivo provano a convincere Nadeko a restituire l'amuleto, ma la ragazza non li ascolta e inghiotte il talismano, trasformandosi nel dio serpente e ferendo entrambi. Questa situazione si ripete anche al santuario, dove Koyomi e Shinobu vengono feriti quasi mortalmente. Kuchinawa spiega che l'anomalia del serpente non è mai esistita, ma si trattava semplicemente di un'allucinazione di Nadeko in modo da giustificare le sue azioni. Nadeko capisce quindi che il tutto è dovuto alla sua gelosia per aver visto Koyomi con un'altra ragazza e, per soddisfare il suo amore non corrisposto, decide di ucciderlo. Improvvisamente però il telefono di Koyomi squilla e Nadeko risponde. Dall'altro capo della linea Hitagi la informa che uccidere ora Koyomi sarebbe un suicidio, dato che poi Shinobu riotterrebbe i suoi pieni poteri. Invece Hitagi propone a Nadeko di uccidere prima lei, poi Shinobu e infine Koyomi, ma di attendere almeno sei mesi fino al loro esame di maturità. Divertita, Nadeko accetta, sapendo di avere tutto il tempo a disposizione. |                   |         |
| 16 | Sommario III 「総集篇Ⅲ」 - Sōshūhen III | 19 ottobre 2013   |         |
| 16 | Episodio riassuntivo che racconta gli eventi delle puntate 11, 13, 14 e 15 di Bakemonogatari e tutto Nisemonogatari, narrati da Koyomi. |                   |         |
| 17 | Shinobu Time, parte uno 「しのぶタイム 其ノ壹」 - Shinobu Taimu sono ichi | 26 ottobre 2013   |         |
| 17 | Dopo aver fatto ritorno dal suo viaggio nel tempo ed essersi imbattuto in Mayoi, Koyomi si dirige a casa sua per restituirle lo zaino. Qui incappano in una creatura che sembra composta da oscurità e, sentendosi minacciati, si danno alla fuga, mentre il nemico misterioso li insegue consumando ciò con cui entra in contatto. I due riescono a seminarlo grazie all'intervento di Yotsugi, che li conduce alla scuola abbandonata di Meme. Con Mayoi svenuta nel corso della fuga, Yotsugi ruba un bacio a Koyomi come ricompensa per il suo aiuto e poi si dilegua, lasciando il giovane in balia di una gelosa Shinobu e, per calmarla, il ragazzo bacia anche lei. Koyomi chiede al vampiro di dirgli quello che sa a proposito dell'entità oscura che ha visto in precedenza e Shinobu afferma di averla già incontrata 400 anni prima, nel corso del suo precedente viaggio in Giappone. Ella aggiunge inoltre che, se non eliminata, l'oscurità potrebbe causare la distruzione dell'intera città. |                   |         |
| 18 | Shinobu Time, parte due 「しのぶタイム 其ノ貳」 - Shinobu Taimu sono ni | 2 novembre 2013   |         |
| 18 | Shinobu racconta che quando giunse per la prima volta in Giappone 400 anni prima, fece inavvertitamente piovere, mettendo fine a un lungo periodo di siccità e venendo per questo venerata come una divinità dalla popolazione locale. La vampira trascorse gli anni seguenti nell'agio, ma un giorno gli abitanti del villaggio che la venerava iniziarono a sparire misteriosamente, fino a quando rimasero solo Shinobu e uno sterminatore di anomalie con cui aveva stretto amicizia. L'oscurità inghiottì anche loro, ma Shinobu riuscì a mettersi al riparo salvando solo la mano dello sterminatore di anomalie, che utilizzò poi per ridargli vita sotto forma di servitore. Il sottoposto però non accettò di essere diventato un vampiro, e, pensando che fosse Shinobu anche la creatrice della massa nera, si suicidò esponendosi alla luce della sole. L'episodio servì da monito a Shinobu, che decise di non creare mai più altri servitori. |                   |         |
| 19 | Shinobu Time, parte tre 「しのぶタイム 其ノ參」 - Shinobu Taimu sono san | 9 novembre 2013   |         |
| 19 | Finito il racconto di Shinobu, lei e Koyomi si rendono conto che Yotsugi ha origliato la loro conversazione; in seguito Mayoi si risveglia e i quattro discutono su come affrontare il problema della massa oscura, quando questa si materializza proprio davanti a loro. Il gruppo si aggrappa a Yotsugi, che fugge spiccando un balzo fino a una montagna. Qui si rendono conto che Shinobu, che sarebbe dovuta essere nell'ombra di Koyomi, non c'è: la vampira non è morta, perché il ragazzo ha ancora i suoi poteri, ma il legame tra i due si è rotto ed entrambi si stanno piano piano indebolendo. Non sapendo cosa fare, i tre decidono di scendere dalla montagna per contattare la senpai di Yozuru ed esperta specialista, Izuko Gaen, che solitamente sa tutto. Giunti a un villaggio, bussano a una casa per chiedere di utilizzare il telefono, ma ad aprire loro la porta è proprio Izuko. |                   |         |
| 20 | Shinobu Time, parte quattro 「しのぶタイム 其ノ肆」 - Shinobu Taimu sono yon | 16 novembre 2013  |         |
| 20 | Izuko è disposta ad aiutare Koyomi, a patto che lui le faccia tre favori: le deve presentare Suruga, in quanto Izuko è sua zia, deve aiutare Yotsugi a occuparsi di una faccenda, e deve chiedere anche a Suruga di aiutarli. Koyomi accetta e Izuko gli spiega che l'oscurità è una manifestazione dell'ordine naturale, con il compito di distruggere le anomalie che si comportano in maniera sbagliata. L'obiettivo della massa oscura è in realtà Mayoi, la quale, invece di trapassare nell'aldilà risolto il suo problema, è rimasta nel mondo dei vivi senza più svolgere neanche il suo compito di far perdere la strada alla gente, e diventando quindi il fantasma di un fantasma. Izuko se ne va, lasciando Mayoi e Koyomi a vagliare le possibili soluzioni. Infine Mayoi decide che l'unica sua alternativa è spirare; ringraziato un afflitto Koyomi, lo saluta baciandolo e confessandogli i suoi sentimenti, per poi svanire. Quattro mesi dopo Koyomi racconta questi fatti a Ōgi. Quando la ragazza si allontana dicendo di avere del lavoro da fare, e cioè "rendere giusto ciò che è sbagliato e punire chi mente", Koyomi si rende conto che ha dimenticato di salutare Mayoi. |                   |         |
| 21 | Hitagi End, parte uno 「ひたぎエンド 其ノ壹」 - Hitagi Endo sono ichi | 23 novembre 2013  |         |
| 21 | Deishū sta visitando un tempio di Tokyo il 1º gennaio, quando riceve una chiamata da Hitagi che gli chiede di incontrarla. Per evitare scocciature Deishū mente affermando di essere a Okinawa, Hitagi però si mette subito in viaggio in aereo, costringendolo a fare lo stesso per evitare di infuriare la ragazza. I due si incontrano all'aeroporto camuffati. Hitagi spiega all'uomo la sua situazione e gli chiede di ingannare Nadeko in modo da salvare lei e Koyomi. Poiché infatti Meme è sparito senza lasciare traccia, e neanche i tentativi di Tsubasa di trovarlo hanno ancora dato frutto, Hitagi non ha altra scelta che chiedere l'aiuto di Deishū, un uomo che odia. Nonostante Hitagi offra in cambio un pagamento e sia così disperata da accettare qualsiasi tipo di richiesta, Deishū afferma di non avere alcun motivo né interesse ad aiutarli. Dopo aver riflettuto più attentamente, tuttavia, il truffatore accetta l'incarico pensando al legame tra i due e Suruga Kanbaru. |                   |         |
| 22 | Hitagi End, parte due 「ひたぎエンド 其ノ貳」 - Hitagi Endo sono ni | 30 novembre 2013  |         |
| 22 | Deishū accetta il pagamento di centomila yen e, dopo aver promesso di non farsi scoprire dalle sue ex vittime o da Koyomi, prende l'aereo e torna in città. Fingendosi il padre di una compagna di classe di Nadeko, l'uomo visita la casa della ragazza e parla con i suoi genitori, scoprendo alcuni indizi su Nadeko, ovvero che è una ragazza che si nasconde dietro la sua facciata innocente e solare, che non ha amici, che è piuttosto viziata e che è assente da casa da diverso tempo. Dopo una breve telefonata con Hitagi, Deishū decide di recarsi al santuario del serpente per incontrare Nadeko di persona. Subito dopo aver fatto un'offerta al tempio, Nadeko gli appare davanti ringraziando il suo primo visitatore da quando ha riaperto il santuario e non dando segno di riconoscere l'uomo. Deishū le chiede diverse cose sul suo rapporto con Koyomi, trovando conferma del fatto che la ragazza ha un concetto distorto di amore non corrisposto e che è ancora intenzionata a uccidere Koyomi e Hitagi. Deishū infine si congeda dopo averle lasciato un gomitolo per passare il tempo e dicendole che sarebbe tornato. |                   |         |
| 23 | Hitagi End, parte tre 「ひたぎエンド 其ノ參」 - Hitagi Endo sono san | 7 dicembre 2013   |         |
| 23 | Aggiornando Hitagi sulla situazione, Deishū afferma che ingannare Nadeko sarà facile, perché nella sua condizione attuale la ragazza è tremendamente ingenua e infantile; per raggirarla sarà quindi sufficiente ingraziarsela e poi affermare che Koyomi e Hitagi siano morti in un incidente perché la ragazza accetti il fatto senza controllare. Sollevata, Hitagi piange dalla gioia e lo ringrazia per l'aiuto. Il giorno seguente Yotsugi incontra Deishū per recapitare un ultimatum da parte di Izuko, ovvero di tenersi lontano da Nadeko, poiché le conseguenze del fallimento del suo piano potrebbero essere catastrofiche. Pur accettando il risarcimento offertogli da Yotsugi, Deishū decide di continuare con la sua missione. Torna quindi al santuario del serpente per legare con Nadeko, e durante la visita riconosce che la ragazzina è non solo ottusa ma anche pazza. Dopo averle promesso che le farà visita per cento volte, Deishū torna in città e, fatti uscire di casa i genitori di Nadeko con una scusa, si mette a cercare nella stanza della ragazza; in un armadio chiuso a chiave trova qualcosa che lo fa trasalire. |                   |         |
| 24 | Hitagi End, parte quattro 「ひたぎエンド 其ノ肆」 - Hitagi Endo sono yon | 14 dicembre 2013  |         |
| 24 | Deishū torna alla sua camera di albergo e trova all'interno un biglietto che gli intima di tirarsi fuori. Dopo averlo stracciato, l'uomo chiama Hitagi per metterla al corrente dell'opposizione di Izuko e chiederle chi altri potrebbe avere interesse a fermare i loro piani. La ragazza risponde di non avere idea di chi possa essere, e lo mette in guardia su Nadeko. Il giorno seguente Deishū si reca al tempio, offrendo del denaro e del sakè, che Nadeko accetta con gioia. Di ritorno incontra Tsubasa, che gli chiede di parlare, così prendono un taxi e si avviano verso l'hotel della ragazza. Tsubasa spiega di essere tornata momentaneamente in Giappone dal suo viaggio all'estero in cerca di Meme, e che la sua missione è servita anche a distrarre Izuko in modo da lasciare più libertà di azione a Hitagi per contattare Deishū. Dopo aver appurato di essere dalla stessa parte, i due decidono di scambiarsi informazioni. |                   |         |
| 25 | Hitagi End, parte cinque 「ひたぎエンド 其ノ伍」 - Hitagi Endo sono go | 21 dicembre 2013  |         |
| 25 | Deishū apprende da Tsubasa che in città si stanno verificando fenomeni strani e, per stabilizzare il luogo, Izuko intendeva far diventare Shinobu la nuova divinità del santuario, ma, a causa dell'intervento di Koyomi, era stata invece Nadeko a essere tramutata in dio. Tsubasa rivela le sue impressioni su Nadeko, come di ragazza che si cura solo di sé stessa, non si fida di nessuno e che probabilmente non è neanche realmente innamorata di Koyomi, poi chiede se Meme abbia una nipote, ma Deishū risponde che non ha nessun famigliare. Nel mese seguente il truffatore continua a far visita a Nadeko e a portarle regali. Il giorno della sua ultima visita parla con Hitagi, la quale, pur riconoscente, ripete che lo odierà comunque per tutta la vita e gli ricorda di abbandonare per sempre la città dopo aver portato a termine l'incarico. Per strada si imbatte in Yotsugi, che lo mette ancora una volta in guardia dal fallimento. Nell'occasione viene rivelato che, per il bene di Hitagi, Deishū era ricorso alle sue macchinazioni per far cadere la setta a cui si era rivolta la madre della ragazza, ma in seguito a ciò la donna era entrata in un culto ancora più grande, distruggendo la famiglia. Giunto infine al tempio, Deishū cerca di ingannare Nadeko come pianificato, raccontandole che Koyomi e Hitagi sono morti in un incidente, ma la ragazza capisce immediatamente che si tratta di una bugia.                 |                   |         |
| 26 | Hitagi End, parte sei 「ひたぎエンド 其ノ陸」 - Hitagi Endo sono roku | 28 dicembre 2013  |         |
| 26 | Nadeko riversa una moltitudine di serpenti sul tempio, immobilizzando Deishū. Infuriata e convinta che l'ideatore del piano sia Koyomi, la ragazza minaccia di ucciere anche Karen, Tsukihi, Suruga, Tsubasa e Mayoi, oltre a voler punire Deishū per il suo raggiro. Deishū rivela allora di aver scoperto l'aspirazione segreta di Nadeko di diventare mangaka, perché nell'armadio erano nascosti i suoi disegni. Dopo un'iniziale reazione di collera e imbarazzo, Nadeko si convince che deve voltare pagina, dimenticare la sua infatuazione per Koyomi e inseguire i suoi veri sogni; accetta quindi di rinunciare al suo status di divinità e di venire imbrogliata dall'uomo. Deishū estrae il talismano dal suo corpo, proprio mentre al santuario giunge Koyomi. Affermando di essere lì su incarico di Izuko, Deishū consegna a Koyomi l'amuleto e gli consiglia di tagliare i rapporti con Nadeko per il bene della ragazza. Chiama quindi Hitagi per l'ultimo resoconto e per salutarla; durante la conversazione si rende conto che era stata proprio Hitagi a lasciargli il biglietto, sapendo che il messaggio lo avrebbe spronato a completare l'incarico, e che anche l'ultimatum di Izuko era da leggersi in questo modo. Mentre si allontana dalla città, Deishū è colpito alla testa da uno dei ragazzini che aveva truffato in precedenza, e che è rimasto vittima anch'egli di una maledizione, accasciandosi svenuto in una pozza di sangue. |                   |         |

## Hanamonogatari
| Nº | Titolo italiano (traduzione letterale) Giapponese 「Kanji」 - Rōmaji | In onda        | In onda |
| Nº | Titolo italiano (traduzione letterale) Giapponese 「Kanji」 - Rōmaji | Giapponese     |         |
| 1  | Suruga Devil, parte uno 「するがデビル 其ノ壹」 - Suruga Debiru sono ichi | 16 agosto 2014 |         |
| 1  | Araragi e Hitagi si sono diplomati e hanno lasciato l'istituto, mentre Suruga incomincia il suo terzo e ultimo anno di scuola superiore. La ragazza è ancora sotto l'influenza della maledizione che ha trasformato il suo braccio sinistro in una zampa di scimmia. Giuntale notizia che in città ha iniziato a operare un demone che risolve i problemi della gente e temendo che possa trattarsi inconsciamente di lei, Suruga decide di contattare la creatura. Scopre quindi che si tratta di Rouka Numachi, sua rivale ai tempi in cui entrambe giocavano a basket, che, dopo un incidente al piede, ha deciso di creare la messinscena del demone per consolarsi del fatto che anche altre persone abbiano dei problemi. Pur convinta che i motivi di Rouka siano sbagliati, Suruga ritiene che il servizio della ragazza non faccia male a coloro che ne fanno richiesta e decide di non smascherarla. Il giorno dopo si risveglia con la sua mano sinistra ritornata alla forma umana. |                |         |
| 2  | Suruga Devil, parte due 「するがデビル 其ノ貳」 - Suruga Debiru sono ni | 16 agosto 2014 |         |
| 2  | In seguito alla misteriosa guarigione del suo braccio Suruga ha diverse domande da porre a Rouka, ma scopre che ha lasciato la città. Per cercare di rintracciarla Suruga si reca in stazione dove viene intercettata da Deishū Kaiki. Messa in guardia sul suo conto da parte di Koyomi e Hitagi, la ragazza tenta di scappare ma Deishū la invita cordialmente a parlare. Egli racconta di aver conosciuto in gioventù la madre di Suruga, Tooe Gaen, e di averle promesso di prendersi cura della figlia in caso di scomparsa della donna. L'uomo mette inoltre in guardia Suruga sull'uso della zampa di scimmia, consigliandole di consegnarla al collezionista che sta raccogliendo le varie parti del demone e che la contatterà di lì a poco. Alla domanda di Suruga su come avesse fatto a sapere che sarebbe giunta in stazione quello stesso giorno, Keiki risponde di essere stato avvertito da Rouka.                                                                              |                |         |
| 3  | Suruga Devil, parte tre 「するがデビル 其ノ參」 - Suruga Debiru sono san | 16 agosto 2014 |         |
| 3  | Suruga si rende conto che il collezionista di parti del demone è proprio Rouka e che è stata la ragazza a prenderle la zampa di scimmia. Suruga rivela a Rouka il desiderio che la spinse a utilizzare l'oggetto, in cambio del racconto di quello che Rouka aveva fatto nei tre anni in cui le due ragazze non si erano viste. In seguito a un incidente in cui si ruppe la gamba e che ne precluse la possibilità di giocare a basket, Rouka aveva perso la speranza nel futuro, fino a quando si rese conto che ascoltare i problemi delle persone la faceva stare meglio e al tempo stesso permetteva ai suoi interlocutori di liberarsi del peso delle loro ansie fino a che queste non si risolvessero da sole. Ancora non appagata, Suruga chiede a Rouka il motivo per cui ha iniziato a collezionare le parti del demone. |                |         |
| 4  | Suruga Devil, parte quattro 「するがデビル 其ノ肆」 - Suruga Debiru sono yon | 16 agosto 2014 |         |
| 4  | Rouka racconta di aver ottenuto la gamba di scimmia da una certa Rouka Hanadori, ragazza incinta che aveva rivelato all'oggetto le sue preoccupazioni; dopo averla consolata la gamba era passata a Rouka. Considerando il demone un concorrente nella sua attività di collezionista di problemi, Rouka si era quindi messa a raccogliere le parti del mostro, ottenendone già molte, incurante del fatto che il demone potrebbe prendere il sopravvento su di lei. Parlando la sera con Karen, Suruga scopre che la vera Rouka Numachi è morta suicida tre anni prima. Durante una corsa incontra Koyomi e gli chiede consiglio sul da farsi, in bilico tra il desiderio di aiutare Rouka e il non fare niente, dal momento che la ragazza sembra essere contenta del suo hobby del collezionismo. Dopo essersi confrontata con il suo senpai, Suruga decide infine di esorcizzare Rouka. Tornata a casa trova un pacco inviatole da Deishū e contenente la testa di scimmia.                  |                |         |
| 5  | Suruga Devil, parte cinque 「するがデビル 其ノ伍」 - Suruga Debiru sono go | 16 agosto 2014 |         |
| 5  | Suruga dà nuovamente appuntamento a Rouka, presentandole la testa di scimmia. Nonostante le richieste della ragazza, Suruga si rifiuta di consegnarle l'oggetto e la sfida invece a una partita secca a basket in cui essa avrebbe consegnato la testa in caso di sconfitta oppure Rouka avrebbe smesso di collezionare le parti del demone se la vincitrice fosse risultata Suruga. Durante la sfida Suruga scopre che Rouka non è consapevole di essere un fantasma e ciò aumenta in lei il desiderio di esorcizzarla. Infine lo scontro viene vinto da Suruga e il fantasma di Rouka trapassa in pace lasciando dietro di sé le parti di scimmia. Suruga consegna gli oggetti a Koyomi e si fa tagliare i capelli per poter riprendere a fare sport, senza più l'assillo della zampa di scimmia. |                |         |

## Tsukimonogatari
| Nº | Titolo italiano (traduzione letterale) Giapponese 「Kanji」 - Rōmaji | In onda          | In onda |
| Nº | Titolo italiano (traduzione letterale) Giapponese 「Kanji」 - Rōmaji | Giapponese       |         |
| 1  | Yotsugi Doll, parte uno 「よつぎドール 其ノ壹」 - Yotsugi Dōru sono ichi | 31 dicembre 2014 |         |
| 1  | Il 13 febbraio, Koyomi viene svegliato da Karen e Tsukihi, le quali lo spronano a impegnarsi nello studio in vista degli imminenti esami di ammissione all'università. Karen poi esce per fare una corsa e chiede al fratello di preparare un bagno caldo per il suo rientro. Dopo aver riempito la vasca, tuttavia, Koyomi decide di sfruttare l'acqua per un bagno veloce e scopre che Tsukihi ha avuto la stessa idea. Dopo un iniziale litigio, i due giungono al compromesso di fare il bagno insieme. Tsukihi informa il fratello che Nadeko è stata dimessa dall'ospedale dopo l'incidente che l'aveva vista trasformarsi nella divinità serpente. Koyomi prevede che senza più la divinità a stabilizzare la zona, il tempio Shirahebi fungerà da accumulo di energia spirituale con il conseguente aumento di casi di apparizioni in città, e si prefigge quindi di ripristinare l'equilibrio prima di andarsene per l'università. Mentre i due continuano a fare il bagno, Koyomi si accorge che lo specchio non riflette la sua immagine, come se fosse diventato a tutti gli effetti un vampiro. |                  |         |
| 2  | Yotsugi Doll, parte due 「よつぎドール 其ノ貳」 - Yotsugi Dōru sono ni | 31 dicembre 2014 |         |
| 2  | Koyomi riesce a evitare che Tsukihi noti l'assenza del suo riflesso allo specchio e il loro bagno è infine interrotto da Karen, tornata a casa dopo la corsa. Dopo essersi confrontato con Shinobu, Koyomi accetta di chiedere aiuto a uno specialista: Yozuru Kagenui. Grazie alla mediazione di Izuko Gaen, Koyomi e Shinobu si danno appuntamento con Yozuru e Yotsugi la sera in una sala giochi. Per proteggerle da possibili ripercussioni da parte dell'esorcista come avvenuto durante gli eventi di Tsukihi Phoenix, prima di partire il ragazzo chiede alle sorelle di andare a pernottare da Suruga. Per confermare i suoi sospetti, Yozuru spezza due dita a Koyomi, il quale le guarisce in poco tempo grazie ai suoi poteri da vampiro. La specialista afferma quindi che il ragazzo sta progressivamente diventando un vampiro, a causa del fatto di aver fatto ricorso per troppe volte alla sua trasformazione in vampiro nell'ultimo periodo. Koyomi chiede come fare per ripristinare la sua natura umana, ma Yotsugi gli risponde che ciò non è più possibile. |                  |         |
| 3  | Yotsugi Doll, parte tre 「よつぎドール 其ノ參」 - Yotsugi Dōru sono san | 31 dicembre 2014 |         |
| 3  | Sebbene non ci sia modo di ripristinare totalmente la sua natura umana, Yozuru rivela a Koyomi che è possibile perlomeno interrompere l'avanzata della trasformazione; per fare ciò il ragazzo deve però rinunciare per sempre a fare uso dei suoi poteri da vampiro. Koyomi promette di evitare di trasformarsi nuovamente, nonostante in cuor suo dubiti della sua capacità di astenersi dal ricorrere alle sue abilità se i suoi cari dovessero trovarsi in pericolo. Yozuru riceve una telefonata da Izuko, che la avverte che le sorelle di Koyomi e Suruga si trovano in pericolo. Quando infatti Yotsugi e il ragazzo giungono a casa della kohai, trovano che le ragazze sono scomparse e che il loro rapitore ha lasciato una serie di origami in forma di uccello. Tornato da Yozuru, Koyomi apprende che il sequestro delle sue sorelle è opera di Tadatsuru Teori, un esorcista solitario specializzato in creature immortali, e che l'intera operazione è probabilmente una trappola per attirare Koyomi e Shinobu, i veri obiettivi di Tadatsuru. Su uno degli origami il gruppo trova un indizio che indica il tempio Shirahebi, e Koyomi e Yotsugi si preparano a recarsi sul posto. |                  |         |
| 4  | Yotsugi Doll, parte quattro 「よつぎドール 其ノ肆」 - Yotsugi Dōru sono yon | 31 dicembre 2014 |         |
| 4  | Durante l'avvicinamento al tempio Yotsugi rivela di essere stata creata da Yozuru, Tadatsuru, Meme e Deishū durante i loro studi universitari e che Yozuru e Tadatsuru avevano litigato per il suo possesso, fino a quando la shikigami scelse di stare con Yozuru. Confidando nel fatto che Tadatsuru sia ancora interessato a lei, Yozuru suggerisce a Koyomi di usarla come merce di scambio in cambio del rilascio dei prigionieri. Koyomi tuttavia rifiuta l'idea e le chiede invece di portare in salvo le ragazze mentre lui affronta l'esorcista. Giunti al tempio i due mettono in atto il piano. Tadatsuru rivela di aver rapito le sorelle di Koyomi per farlo uscire allo scoperto e ucciderlo, ma non riesce a togliersi di dosso l'idea di essere stato manipolato nel recitare una parte voluta da altri. Prima del confronto finale, però, Taori viene ucciso da Yotsugi davanti agli occhi di un attonito Koyomi. La shikigami ammette quindi di aver agito per conto proprio perché è un mostro e mette in guardia il ragazzo dal diventare come lei. Trovate Karen, Tsukihi e Suruga, i due le riaccompagnano a casa. Infine Koyomi scopre che Yotsugi, che le sue sorelle scambiano per una bambola, è venuta ad abitare con loro, in modo da evitare che tra lei e Koyomi si crei una spaccatura. |                  |         |

## Owarimonogatari
| Nº | Titolo italiano Giapponese 「Kanji」 - Rōmaji | In onda          | In onda |
| Nº | Titolo italiano Giapponese 「Kanji」 - Rōmaji | Giapponese       |         |
| 1  | Ōgi Formula, parte prima 「おうぎフォーミュラ 其ノ壹」 - Ōgi Fōmyura sono ichi | 4 ottobre 2015   |         |
| 1  | Verso la fine di ottobre Koyomi è in classe quando si presenta Ōgi Oshino, nipote di Meme, che gli chiede di investigare su una stanza nascosta che potrebbe ospitare un'anomalia. Non appena entrati, i due rimangono intrappolati nell'aula e cercano indizi su come poter fuggire. Si accorgono quindi che la stanza è ferma a una data e un orario ben precisi di due anni prima, rievocando un evento traumatico nella vita del ragazzo. In quella data era venuto fuori che durante una sessione di studio di matematica della classe di Koyomi erano stati affrontati gli stessi problemi dell'esame di fine trimestre, e quindi i partecipanti avevano ottenuto in media risultati migliori; pensando che qualcuno avesse rubato le domande dell'esame per prepararsi, Sodachi Oikura aveva indetto una riunione per trovare il responsabile. Koyomi, che già all'epoca era un tipo solitario e senza amici, ottenne il voto migliore, sebbene non avesse partecipato alla lezione, e venne pertanto scelto per moderare la riunione. Ōgi pensa che il motivo per cui ora sono imprigionati nella classe è fare luce sul mistero che all'epoca andò irrisolto e che ebbe un impatto profondo nella vita di Koyomi. |                  |         |
| 2  | Ōgi Formula, parte seconda 「おうぎフォーミュラ 其ノ貳」 - Ōgi Fōmyura sono ni | 4 ottobre 2015   |         |
| 2  | Koyomi racconta che la discussione di due anni prima fu lunga, estenuante e inconcludente, motivo per cui Sodachi propose di individuare il colpevole per alzata di mano in base al voto della maggioranza. Per via del suo odio personale contro di lui e dell'invidia per suoi migliori risultati in matematica, Sodachi votò contro Koyomi, ma proprio Sodachi venne indicata come colpevole dalla maggior parte della classe, e, ferita nell'orgoglio, da quel giorno non si fece più vedere a scuola. Scioccato dal risultato di una giustizia sommaria e dal senso di colpa, da quel giorno Koyomi perse fiducia nell'umanità e decise di isolarsi. In base alle informazioni riportate da Koyomi, Ōgi deduce che il vero responsabile era la loro insegnante di matematica Komichi Tetsujō, che aveva fatto trapelare le domande dell'esame alla sessione di studio per migliorare il rendimento degli studenti e così la sua reputazione di insegnante. Risolto il mistero i due possono lasciare la stanza. Il giorno dopo Koyomi scopre con sorpresa che Tetsujō è assente per maternità e che Sodaichi è tornata a scuola. |                  |         |
| 3  | Sodachi Riddle, parte prima 「そだちリドル 其ノ壹」 - Sodachi Ridoru sono ichi | 11 ottobre 2015  |         |
| 3  | Incuriosito dal ritorno di Sodachi, Koyomi va a parlarle, ma la ragazza lo prende a male parole e afferma di odiarlo ancora perché Koyomi conduce una vita felice e non ne sa neanche il motivo. Quando il ragazzo cerca di calmarla, fuori di sé dalla rabbia Sodachi lo ferisce con una penna. Nel mentre arriva Hitagi e il diverbio finisce con una colluttazione tra le due ragazze. Koyomi decide allora di visitare la sua vecchia scuola media per cercare indizi sul perché Sodachi lo odi ancora, e si reca lì insieme a Ōgi. Nell'armadietto trovano delle lettere contenenti un indovinello e una mappa che conduce a una vecchia casa abbandonata. Salendo al piano superiore, Koyomi si ricorda che in passato aveva trascorso molto tempo in quella casa e, meravigliandosi della sincerità con cui si apre a Ōgi, inizia a raccontare gli eventi di cinque anni prima. |                  |         |
| 4  | Sodachi Riddle, parte seconda 「そだちリドル 其ノ貳」 - Sodachi Ridoru sono ni | 18 ottobre 2015  |         |
| 4  | Koyomi racconta che alle medie aveva ricevuto delle lettere con un indovinello che lo avevano condotto alla casa, dove una bambina della sua età si offrì di studiare con lui la matematica. La bambina pose solo alcune condizioni: che Koyomi non avrebbe mai dovuto chiederle il suo nome, non avrebbe dovuto rivelare a nessuno del loro studio, e che si sarebbero incontrati esclusivamente nella soffitta della casa. Il ragazzo accettò e per un periodo andò tutti i giorni a studiare dalla bambina, fino a quando un giorno lei sparì improvvisamente. Proprio la ragazza trasmise a Koyomi la passione per la matematica, e gli permise di migliorare il suo rendimento scolastico e in suo futuro. Convinta che la bambina era Sodachi, Ōgi deduce che la casa dove si erano incontrati per studiare non era in rovina all'epoca ma mostrava solo i segni della violenza domestica che vigeva nella famiglia della bambina, per questo Sodachi aveva invitato di proposito Koyomi a studiare da lei, così che si accorgesse della situazione e la riportasse ai suoi genitori poliziotti; Koyomi tuttavia non l'aveva capito, la ragazza era stata poi costretta a trasferirsi e da questo nacque la delusione di Sodachi nei suoi confronti. Il giorno dopo a scuola, però, Koyomi si accorge che dietro all'avversione della ragazza devono esserci radici più profonde. |                  |         |
| 5  | Sodachi Lost, parte prima 「そだちロスト 其ノ壹」 - Sodachi Rosuto sono ichi | 25 ottobre 2015  |         |
| 5  | Dopo l'incidente tra Hitagi e Sodachi la ragazza ha saltato ancora le lezioni e Koyomi decide di andare a trovarla nella sua nuova casa per chiarirsi. All'ingresso della scuola tuttavia incontra Ōgi che si fa raccontare l'accaduto e si offre di accompagnarlo, in quanto Sodachi vive da sola e servirebbe la presenza di una donna, e per fare da paciere tra i due. Improvvisamente interviene Tsubasa, che, preoccupata da Ōgi e dal rapporto che lei e Koyomi hanno stretto in così pochi giorni, consiglia a Koyomi di non andare con Ōgi e si offre invece di accompagnare lei il compagno. Il diverbio si intensifica fino a quando le due ragazze chiedono a Koyomi di scegliere; per convincerlo Tsubasa gli promette che in cambio potrà toccarle il seno. Allertato dalla situazione e dal fatto che Tsubasa si spinga a tanto, Koyomi decide di andare con lei. Al loro arrivo Sodachi accetta di riceverli. |                  |         |
| 6  | Sodachi Lost, parte seconda 「そだちロスト 其ノ貳」 - Sodachi Rosuto sono ni | 1º novembre 2015 |         |
| 6  | Koyomi si ricorda che lui e Sodachi si conoscono fin dall'infanzia: infatti la ragazza era stata ospitata a casa sua per un certo periodo per allontanarla dalla violenza domestica nella sua famiglia. In seguito Sodachi era tornata a casa, ma durante le medie i suoi genitori si separarono definitivamente e lei era finita in affidamento alla madre. La donna cadde però in depressione e si ritirò sempre di più in sé stessa finché un giorno scomparve; Sodachi andò così a vivere per conto suo. La ragazza afferma di non volere la pietà di Koyomi e di provare ancora odio nei suoi confronti ma non per i loro trascorsi, quanto perché in realtà ce l'ha con lei stessa e con il mondo intero. Koyomi allora la sprona a tentare di essere felice e di lasciarsi il passato alle spalle. Mentre lui e Tsubasa se ne vanno Sodachi afferma che potrebbe anche tornare a scuola se loro trovassero la madre scomparsa. |                  |         |
| 7  | Sodachi Lost, parte terza 「そだちロスト 其ノ參」 - Sodachi Rosuto sono san | 8 novembre 2015  |         |
| 7  | Koyomi e Tsubasa lasciano l'appartamento di Sodachi e vengono raggiunti da Ōgi, che offende Tsubasa e afferma altezzosamente di aver risolto il mistero della madre scomparsa. A modo suo anche Tsubasa scopre la verità e le due ragazze guidano poi Koyomi alla soluzione: ovvero che la madre di Sodaichi non era in realtà scomparsa, ma era morta di stenti e si era progressivamente decomposta nella stanza in cui si era ritirata. Koyomi decide di tornare da Sodachi per rivelarle l'orrenda verità; la ragazza però non si scompone e afferma che presto cambierà ancora casa e scuola. Il giorno seguente Ōgi si congratula con Koyomi per aver vinto la sfida ma lo avverte che non sa cosa ha in serbo per lui il futuro. Tsubasa intanto annuncia di voler partire per un mese. Nonostante Koyomi sia certo che non rivedrà più Sodachi, riceve da essa un'ultima lettera e la legge con sollievo, convinto che la ragazza potrà trovare altrove la felicità. |                  |         |
| 8  | Shinobu Mail, parte prima 「しのぶメイル 其ノ壹」 - Shinobu Meiru sono ichi | 15 novembre 2015 |         |
| 8  | Due mesi prima dell'arrivo di Ōgi il collegamento tra Koyomi e Shinobu era stato spezzato, e il ragazzo era tornato a essere un normale umano. Koyomi smette di andare a scuola e si trasferisce per un periodo alla scuola abbandonata di Meme. Una sera invita Suruga con l'intento di ingaggiarla per una missione per conto di una terza parte, e la ragazza accetta subito di aiutarlo. Mentre stanno per andare al luogo dell'appuntamento, i due vengono attaccati da un'armatura da samurai incantata, che si potenzia assorbendo l'energia dei suoi avversari. Infine, mentre la scuola è invasa dalle fiamme, l'armatura si dilegua, affermando di essere sulle tracce di Kiss-shot per recuperare la sua spada Kokorowatari. Koyomi e Suruga, stremati dalla battaglia, fanno un ultimo disperato tentativo di sfuggire all'incendio saltando dalla finestra, ma vengono tratti in salvo da un'esplosione provocata da Yotsugi Ononoki. |                  |         |
| 9  | Shinobu Mail, parte seconda 「しのぶメイル 其ノ貳」 - Shinobu Meiru sono ni | 22 novembre 2015 |         |
| 9  | Yotsugi afferma di aver trovato e soccorso Koyomi e Suruga per pura coincidenza, in quanto si trovava alla scuola abbandonata perché sulle tracce dell'armatura. Si scopre quindi che Koyomi aveva promesso di presentare Suruga a Izuko Gaen, la quale è interessata al suo braccio sinistro; il ragazzo ha però dei ripensamenti e non vorrebbe coinvolgere la sua kōhai in una situazione pericolosa, ma Yotsugi lo convince che la ragazza sarà più al sicuro con Izuko. Nonostante una maledizione simile a quella di Mayoi che fa perdere loro la strada, Koyomi e Suruga riescono infine a raggiungere il parco, luogo dell'appuntamento con Izuko. Qui si imbattono in Shinobu, la quale racconta di essere giunta sul posto per ricongiungersi con Koyomi, dopo che Black Hanekawa e Yotsugi l'avevano aiutata ad affrontare un'anomalia a forma di scimmia. Mentre parlano il nemico ricompare alle loro spalle. |                  |         |
| 10 | Shinobu Mail, parte terza 「しのぶメイル 其ノ參」 - Shinobu Meiru sono san | 29 novembre 2015 |         |
| 10 | Koyomi e Suruga combattono l'apparizione, che è un miscuglio delle anomalie già affrontate in passato dal ragazzo, e la sconfiggono grazie alla Kokorowatari e all'aiuto di Shinobu. Poi trovano un indizio di Izuko in cui dà loro appuntamento al santuario del serpente. Giunti sul posto, Izuko si presenta a Shinobu e Suruga come Izuko Oshino, la sorella di Meme. Dopo aver ascoltato la loro storia, Izuko afferma che il motivo per cui li ha radunati è connesso all'apparizione dell'armatura e delle numerose anomalie che hanno già dovuto affrontare. La donna racconta che il samurai era stato il primo servitore trasformato in vampiro da Kiss-Shot quattrocento anni prima, un cacciatore di anomalie e possessore della spada Kokorowatari, il quale, dopo aver scoperto di essere diventato egli stesso un mostro, aveva cercato di suicidarsi, ma, reso immortale, era tornato in vita e ora sta lentamente riacquistando la forza di un tempo. |                  |         |
| 11 | Shinobu Mail, parte quarta 「しのぶメイル 其ノ肆」 - Shinobu Meiru sono shi | 6 dicembre 2015  |         |
| 11 | Izuko spiega che il servitore si era riformato nella loro città quindici anni prima e proprio la sua apprizione aveva attirato Kiss-Shot e aveva portato al collasso del santuario del serpente, liberando progressivamente le anomalie che fino a quel momento erano state tenute a bada dal tempio. Yotsugi aveva già avuto la possibilità di eliminare il servitore al santuario qualche giorno prima, durante gli eventi di Mayoi Jiangshi, ma la missione era fallita. Izuko rivela inoltre di aver richiesto l'aiuto di un altro specialista per eliminare il servitore prima che riacquisti totalmente le forze e diventi impossibile da fermare, e si allontana mentre spunta l'alba. Mentre Shinobu e Suruga rimangono al santuario, Koyomi si reca in città per comprare del cibo e dei libri; nella libreria si imbatte inaspettatamente nel primo servitore, che ha assunto le fattezze di un bambino e che gli chiede se ha riferito il suo messaggio a Kiss-Shot. |                  |         |
| 12 | Shinobu Mail, parte quinta 「しのぶメイル 其ノ伍」 - Shinobu Meiru sono go | 13 dicembre 2015 |         |
| 12 | Il primo servitore chiede amichevolmente a Koyomi di lasciare Shinobu, in quanto intende chiederle scusa e riprendere il suo posto al suo fianco, ma il ragazzo dubita della sua sincerità. In seguito infatti l'entità cerca di avvelenare Koyomi facendogli bere dell'acquasanta, ma Izuko ed Episode arrivano in tempo per impedirlo. Il servitore lancia quindi una sfida al ragazzo, da tenersi la sera stessa, per eleggere il servitore di Shinobu, e si allontana indisturbato. Tornato al santuario Koyomi si imbatte in Yotsugi. I due osservano di nascosto Suruga che cerca di convincere un'irritata Shinobu ad affrontare le sue responsabilità e i suoi sentimenti, incontrando e chiarendosi personalmente con il suo primo servitore invece che delegare la questione ad altri. Mentre Shinobu si ritira per riflettere, Episode informa Koyomi che il luogo scelto per la sfida è il cortile della scuola. |                  |         |
| 13 | Shinobu Mail, parte sesta 「しのぶメイル 其ノ陸」 - Shinobu Meiru sono roku | 20 dicembre 2015 |         |
| 13 | Nonostante sia ancora separato da Shinobu e privo dei suoi poteri da vampiro, Koyomi si reca alla scuola per lo scontro. Prima di iniziare riceve la notizia che Hitagi e Tsubasa si trovano in una situazione di pericolo per via degli eventi contemporanei di Tsubasa Tiger; Izuko gli suggerisce allora di rinunciare al duello per soccorrerle, ma il ragazzo invia invece Suruga in avanscoperta. Il combattimento prevede anche l'utilizzo della Kokorowatari, che viene raccolta dal primo servitore, tuttavia Koyomi lo sconfigge toccandolo con un talismano di Meme. Mentre si dissolve giunge Shinobu, la quale prende congedo dal servitore, chiamandolo per nome, Sishirō, e affermando commossa di avere ora un altro compagno; quindi lo divora concedendogli infine il riposo eterno. Con gli eventi seguenti narrati in Tsubasa Tiger si conclude la storia che Koyomi racconta a Ōgi a marzo prima degli esami di ammissione all'università. La ragazza insinua che i resti dell'armatura di Sishirō possano essere rimasti intatti e che Izuko li abbia raccolti per forgiare un'altra Kokorowatari. Koyomi ha un'altra conversazione con Yotsugi e poi si dirige al santuario, per riflettere. |                  |         |

## Kizumonogatari
| Nº | Titolo italiano Giapponese 「Kanji」 - Rōmaji                                            | In onda        | In onda |
| Nº | Titolo italiano Giapponese 「Kanji」 - Rōmaji                                            | Giapponese     |         |
| 1  | Kizumonogatari I: Tekketsu-hen 「傷物語I 鉄血篇」 - Kizumonogatari I: Tekketsu-hen       | 8 gennaio 2016 |         |
| 2  | Kizumonogatari II: Nekketsu-hen 「傷物語II 熱血篇」 - Kizumonogatari II: Nekketsu-hen    | 19 agosto 2016 |         |
| 3  | Kizumonogatari III: Reiketsu-hen 「傷物語III 冷血篇」 - Kizumonogatari III: Reiketsu-hen | 6 gennaio 2017 |         |

## Koyomimonogatari
| Nº | Titolo italiano (traduzione letterale) Giapponese 「Kanji」 - Rōmaji | In onda          | In onda |
| Nº | Titolo italiano (traduzione letterale) Giapponese 「Kanji」 - Rōmaji | Giapponese       |         |
| 1  | Koyomi Stone 「こよみストーン」 - Koyomi Sutōn | 10 gennaio 2016  |         |
| 1  | L'11 aprile, tre giorni dopo i fatti di Kizumonogatari, Koyomi e Tsubasa scoprono nel giardino della scuola una pietra deposta in un tempietto di legno oggetto di una seppur limitata venerazione. I due decidono di condividere la curiosa scoperta con Meme e giungono infine a capire che il tempio era stato costruito per un'attività scolastica da uno studente, il quale poi, invece di buttarlo via, preferì lasciare l'oggetto in un'aiuola a fare da sostegno a una pietra. Koyomi si ricorda che quello studente era proprio lui e decide quindi di distruggere e buttare via il tempietto, per non rischiare di generare anomalie. |                  |         |
| 2  | Koyomi Flower 「こよみフラワー」 - Koyomi Furawā | 17 gennaio 2016  |         |
| 2  | Il 9 maggio, il giorno dopo i fatti di Hitagi Crab, Koyomi e Hitagi notano un mazzo di fiori sulla strada, luogo di un probabile incidente, che fa venire in mente alla ragazza di aver visto un bouquet anche sul tetto della scuola, e manda quindi Koyomi a scalare l'edificio per controllare. Koyomi riferisce la notizia a Meme sperando in uno sconto sul debito di Hitagi, ma lo specialista afferma che la storia non è di nessun valore. Qualche tempo dopo Koyomi deduce che il mazzo di fiori era stato messo sul tetto come dissuasore per eventuali suicidi. Per evitare di finire nei guai per aver scalato la scuola, però, lui e Hitagi decidono di non fare mai più parola dell'accaduto.                                                                          |                  |         |
| 3  | Koyomi Sand 「こよみサンド」 - Koyomi Sando | 24 gennaio 2016  |         |
| 3  | È giugno, dopo che Meme ha lasciato la città. Mayoi riferisce a Koyomi di aver scoperto una sabbionaia in cui la sabbia compone il disegno di un demone. Il ragazzo va a controllare, ma, non trovando niente di strano, intuisce che possa trattarsi o di un'anomalia al momento innocua o di uno scherzo di qualcuno. Con l'aiuto di Tsubasa Koyomi scopre infine che il tutto ha una spiegazione naturale: il fondo della sabbionaia è rotto e per questo scorrendo la sabbia assume regolarmente quella specifica forma. Risolto il mistero, Koyomi chiama la società responsabile per far aggiustare il fondo, che rende la sabbionaia un luogo pericoloso qualora dovesse cedere.                                                                                              |                  |         |
| 4  | Koyomi Water 「こよみウォーター」 - Koyomi Wōtā | 31 gennaio 2016  |         |
| 4  | A luglio Koyomi si trova da Suruga per aiutarla a riordinare la camera. Per sdebitarsi la ragazza lo invita a cena e a farsi il bagno da lei. Mentre Koyomi si trova nella vasca Suruga gli racconta una storia: suo padre era solito farsi il bagno lì e un giorno vide riflesso nell'acqua il volto di quella che sarebbe poi diventata sua moglie. Tornato a casa, Koyomi parla al telefono con Hitagi e la ragazza sostiene che secondo lei il padre di Suruga aveva semplicemente visto il suo volto distorto nell'acqua e dopo aver conosciuto la sua futura sposa aveva pensato che fosse il volto della donna quello che vedeva. Koyomi chiama Suruga per chiederle cosa vede nell'acqua e la ragazza risponde di vedere solo il suo corpo nudo, che la attira eroticamente. |                  |         |
| 5  | Koyomi Wind 「こよみウインド」 - Koyomi Uindo | 7 febbraio 2016  |         |
| 5  | Un giorno di agosto Nadeko va a casa di Koyomi e si ferma per un po' con lui felice di trovarlo da solo. I due si interrogano su come abbia fatto Deishū a spargere certe voci che hanno dato avvio al suo commercio di talismani tra i giovani studenti e che hanno causato il caos in Nadeko Snake e Nisemonogatari. In seguito Koyomi chiede spiegazioni allo stesso Deishū, il quale afferma di aver semplicemente aspettato che le voci precedenti sull'apparizione di un vampiro nella Golden Week si quietassero per inserire le sue, e di essersi approfittato del fatto che le nuove generazioni sono vuote, insicure e insoddisfatte per raggirarle con i suoi traffici.                                                                                                   |                  |         |
| 6  | Koyomi Tree 「こよみツリー」 - Koyomi Tsurī | 14 febbraio 2016 |         |
| 6  | A settembre Karen chiede aiuto a Koyomi riguardo ad un albero che è improvvisamente apparso nel cortile del dojo in cui si allena e di cui nessuno si era accorto prima. Spaventati dalla sua presenza inquietante, gli allievi vorrebbero abbattere la pianta, ma Karen cerca invece un modo per preservarla. Koyomi si rivolge allora a Tsubasa per aiuto e l'amica gli consiglia di mettere in giro la voce che il dojo è costruito dello stesso legno dell'albero, che sarebbe quindi la manifestazione della divina protezione della palestra. La spiegazione, sebbene probabilmente falsa, raccoglie consensi, e l'albero, ormai rispettato da tutti, non viene abbattuto, vegliando da allora sugli allievi del dojo.                                                         |                  |         |
| 7  | Koyomi Tea 「こよみティー」 - Koyomi Tī | 21 febbraio 2016 |         |
| 7  | È ottobre, e Tsukihi racconta a Koyomi che nel suo club scolastico di cerimonia del tè gira voce che sia apparso un fantasma. Tsukihi chiede al fratello come comportarsi, perché nonostante abbia cercato di convincere i suoi compagni dell'impossibilità della cosa, essi continuano irrazionalmente a credere all'esistenza del fantasma. Koyomi chiede quindi a Kanbaru come poter tranquillizzare la sorella, e Kanbaru propone di ingannarla. Così Koyomi le dice che i suoi compagni si sono inventati un ottavo membro fantasma del club per giustificare il fatto che Tsukihi spesso prenda liberamente dolci e tè dalla dispensa. Lusingata, la ragazza accetta di credere alla storia dei compagni.                                                                      |                  |         |
| 8  | Koyomi Mountain 「こよみマウンテン」 - Koyomi Maunten | 28 febbraio 2016 |         |
| 8  | A novembre Koyomi accompagna Ōgi al santuario del serpente per verificare lo stato della struttura. Ōgi rileva che il santuario gode di una momentanea situazione di calma, ma che è necessario continuare a monitorarlo nel caso si ripresenti un'anomalia eccezionalmente potente a sconvolgerne l'equilibrio. Ōgi rivela che inizialmente il santuario si trovava altrove e venne poi traslato sulla montagna senza l'ausilio di grandi cantieri o di poteri sovrannaturali. Koyomi, tornato a casa, chiede a Nadeko come sia possibile, e lei afferma che semplicemente il santuario era stato ricostruito con il legno ottenuto disboscando la sommità della montagna, e che lo spostamento era avvenuto solo per le reliquie.                                                  |                  |         |
| 9  | Koyomi Torus 「こよみトーラス」 - Koyomi Tōrasu | 6 marzo 2016     |         |
| 9  | A dicembre Koyomi è impegnato nello studio per gli esami quando riceve delle ciambelle da Hitagi. Shinobu, ingolosita, si offre di fare da assaggiatrice, ma Koyomi non è disposto a condividerle. Shinobu lo rimprovera allora di come non sia capace a negoziare e neanche a nascondere le cose, e propone un nascondino con le ciambelle: Koyomi potrà mangiare quelle che troverà, mentre le altre saranno di Shinobu. Finito il gioco Koyomi chiama Tsubasa e le chiede dove potesse essere la quarta ciambella, dato che ne ha trovate solo tre. Tsubasa gli dice che probabilmente Shinobu l'ha nascosta dentro un'altra ciambella, privandosi volontariamente del dolce per dare a Koyomi una lezione in fatto di amore.                                                     |                  |         |
| 10 | Koyomi Seed 「こよみシード」 - Koyomi Shīdo | 13 marzo 2016    |         |
| 10 | A metà gennaio Koyomi incontra Yotsugi; la shikigami gli chiede se può aiutarla a cercare una cosa, sebbene neanche lei sappia di preciso che cosa sta cercando. Per aumentare il loro raggio visivo Yotsugi fa sistemare Koyomi in piedi sul suo dito. I due iniziano così a vagare per la città parlando di varie cose, tra cui le difficoltà di Koyomi degli ultimi mesi e il fatto che è sua responsabilità occuparsene. Passato del tempo, dopo i fatti di Yotsugi Doll, Koyomi chiama Tsubasa, che gli spiega che Yotsugi non stava effettivamente cercando nulla, ma voleva rendere riconoscibile Koyomi per evitare di farlo incontrare con Deishū. Koyomi si rende quindi conto che si era preoccupato inutilmente e che Yotsugi lo aveva protetto per tutto il tempo.      |                  |         |
| 11 | Koyomi Nothing 「こよみナッシング」 - Koyomi Nasshingu | 20 marzo 2016    |         |
| 11 | Verso fine febbraio Koyomi sfida Kagenui in modo da allenarsi a diventare più forte senza ricorrere ai suoi poteri da vampiro. Durante lo scontro Koyomi chiede a Kagenui la natura del suo rapporto con Yotsugi; sorpresa, la donna risponde che darà la risposta a Koyomi solo se in una sfida riuscirà a colpirla almeno una volta. Koyomi chiede allora a Karen come fare e la sorella gli dice che è impossibile e che Kagenui ha fatto probabilmente apposta a proporre una tale sfida per non rivelare la verità ma al tempo stesso non rifiutarsi di rispondere. Per non far perdere la faccia alla sua avversaria, Koyomi decide quindi di perdere la sfida con dignità e ironia, ma quando si presenta al santuario scopre che Kagenui è scomparsa.                        |                  |         |
| 12 | Koyomi Dead 「こよみデッド」 - Koyomi Deddo | 27 marzo 2016    |         |
| 12 | È il 13 marzo. La mattina prima di incontrare Hitagi per recarsi insieme all'esame di ammissione all'università, Koyomi va al santuario del serpente dove trova Izuko ad attenderlo. Ella gli spiega che Kagenui è stata tolta di mezzo e che in questo modo anche Yotsugi non può più proteggere efficacemente Koyomi. Preoccupata dall'oscurità che avvolge la città e dagli eventi che circondano Koyomi, che si potrebbero risolvere con la morte del ragazzo, Izuko decide che è arrivato il momento di agire. Estrae quindi la Kokorowatari originale e taglia in pezzi Koyomi. Il ragazzo si risveglia poi in un luogo molto chiaro, e davanti a sé vede Mayoi. |                  |         |

## Owarimonogatari 2nd Season
| Nº | Titolo italiano (traduzione letterale) Giapponese 「Kanji」 - Rōmaji | In onda        | In onda |
| Nº | Titolo italiano (traduzione letterale) Giapponese 「Kanji」 - Rōmaji | Giapponese     |         |
| 1  | Mayoi Hell, parte 1 「まよいヘル 其ノ壹」 - Mayoi Heru sono ichi | 12 agosto 2017 |         |
| 1  | Koyomi si risveglia e ritrova Mayoi Hachikuji, che saluta affettuosamente. La ragazza gli rivela che è stato ucciso da Izuko e ora si trova al livello più basso dell'inferno, Avici, dove Mayoi è condannata a scontare la sua pena di raccogliere massi. Mayoi afferma che la morte di Koyomi fa parte del piano di Izuko per poterlo resuscitare dopo avergli sottratto qualcosa, e lo conduce dalla persona che l'aveva informata dell'arrivo del ragazzo. Durante il tragitto Koyomi si lamenta del fatto che gli ultimi sei mesi sono stati duri. Mayoi analizza quindi le scelte compiute dal ragazzo nell'ultimo periodo, e insinua che, seppur spinto dal desiderio di fare del bene e correggere degli sbagli, abbia finito per crearsi da solo un sacco di problemi; tuttavia Koyomi sostiene che se messo nelle stesse condizioni di poter aiutare Kiss-Shot, Tsubasa e Hitagi agirebbe nuovamente così. Solo gli dispiace di non essere stato in grado di salvare Nadeko. Giunti alla loro destinazione, Koyomi e Mayoi incontrano Tadatsuru Teori ad attenderli. |                |         |
| 2  | Mayoi Hell, parte 2 「まよいヘル 其ノ壹」 - Mayoi Heru sono ni | 12 agosto 2017 |         |
| 2  | Tadatsuru tranquillizza Koyomi sul fatto che non ha più nulla da temere da lui e si trova invece lì per aiutarlo a resuscitare. Poiché infatti Koyomi rischiava di trasformarsi interamente in vampiro, Izuko mise in atto il suo piano che consisteva nell'uccidere Koyomi per poi farlo rinascere senza la sua parte vampiresca. Per fare ciò Izuko richiese l'aiuto di Tadatsuru, in quanto era insieme a Meme l'unica a sapere che lo specialista era in realtà morto e si teneva in vita solo tramite dei burattini artificiali. Sempre in accordo con il piano di Izuko, Tadatsuru accettò l'incarico del nemico di rapire le sorelle di Koyomi e Suruga, e poi si recò all'inferno per prepararsi all'arrivo del ragazzo, mentre quello che venne ucciso da Yotsugi era un suo burattino. Koyomi afferra la coda del serpente calato dall'alto per riportarlo al mondo dei vivi, ma all'ultimo momento decide di prendere anche Mayoi con sé perché non intende perderla di nuovo. Mentre i due salgono verso l'alto, Tadatsuru rivela che il committente nemico è Ōgi Oshino. Koyomi si risveglia al santuario del serpente con Mayoi, Izuko e Shinobu nella sua forma adulta. Izuko si congratula con lui, gli chiede di andare a fare il suo esame e gli annuncia che l'indomani incominceranno i loro preparativi per il contrattacco. |                |         |
| 3  | Hitagi Rendezvous, parte 1 「ひたぎランデブー 其ノ壹」 - Hitagi Randebū sono ichi | 12 agosto 2017 |         |
| 3  | Tornato a casa Koyomi trova Hitagi, la quale gli chiede di andare a un appuntamento l'indomani per il White Day. Poi entra in casa e discute con Yotsugi della sua esperienza all'inferno, del piano di Izuko, della fine che hanno fatto Meme e Yozuru Kagenui, e del risultato dell'esame. All'improvviso irrompe Tsukihi, che si riprende la bambola e che informa il fratello che andrà a trovare Sengoku, la quale è stata dimessa dall'ospedale. La mattina dopo Koyomi si reca da Hitagi per il loro appuntamento. La ragazza, che negli ultimi mesi ha ottenuto segretamente la patente, ha preso una macchina a noleggio e intende visitare il planetario. In auto Hitagi racconta di aver ricevuto una telefonata di Tsubasa, che le ha detto che forse sarà in grado di partecipare alla loro cerimonia di maturità e di aver trovato la probabile posizione di Meme. Koyomi chiede a Hitagi cosa vorrebbe studiare all'università e lei risponde di essere interessata alle scienze della Terra per poter prima o poi disegnare una mappa dello spazio. |                |         |
| 4  | Hitagi Rendezvous, parte 2 「ひたぎランデブー 其ノ壹」 - Hitagi Randebū sono ni | 12 agosto 2017 |         |
| 4  | Koyomi si addormenta e in sogno gli compare Ōgi Oshino, con la quale disquisisce di astronomia e del senso della giustizia. Pur rimandando le spiegazioni al loro prossimo incontro, Ōgi gli rivela di essere una sorta di incarnazione delle leggi dell'universo e gli chiede di non cedere alle lusinghe di Izuko ma di fare la cosa giusta. Al planetario Koyomi e Hitagi si risvegliano e pianificano il resto del loro appuntamento, che prevede una visita al museo annesso, il pranzo, una partita di bowling, nel pomeriggio il tè e per finire il karaoke. Hitagi propone che chi dei due perderà al bowling o al karaoke dovrà giurare obbedienza assoluta al vincitore, ma contrariamente ai piani della ragazza Koyomi vince entrambe le sfide. Al termine dell'appuntamento Koyomi si scusa con Hitagi per non averle comprato un regalo, e per farsi perdonare è costretto a prometterle obbedienza assoluta. Hitagi gli chiede allora di chiamarla d'ora in poi solo per nome. Tornato a casa Koyomi incontra Ōgi. La ragazza gli assicura di non avergli mai voluto fare del male e di non essere l'oscurità. Poi gli rivela di essere intenzionata a cadere nella trappola di Izuko, ma che se possibile vorrebbe che Koyomi la aiutasse.                                                                                        |                |         |
| 5  | Ōgi Dark, parte 1 「おうぎダーク 其ノ壹」 - Ōgi Dāku sono ichi | 13 agosto 2017 |         |
| 5  | Izuko raduna Koyomi, Shinobu, Mayoi e Yotsugi per preparare il loro piano. La specialista narra la storia del tempio e della divinità serpente, una venerazione che a causa di una nascita travagliata permise all'energia negativa di accumularsi e provocare le frequenti apparizioni che hanno colpito il luogo. Izuko chiede ai compagni quali sono i loro obiettivi, a cui Koyomi risponde che intende proteggere le persone care attorno a lui e possibilmente avere una città in pace. Infine Izuko spiega in cosa consiste il piano: far diventare Mayoi la nuova divinità del tempio, in modo metterla al sicuro dall'oscurità, permetterle di rimanere nel mondo dei vivi anche come spirito e stabilizzare il luogo; eliminare Ōgi, che è un elemento di disturbo che pur non essendo l'oscurità agisce come essa. Alla disapprovazione di Koyomi Izuko risponde che Oshino è un nome acquisito dal loro nemico, la cui identità è sconosciuta, ma che si tratta in realtà di una semplice anomalia. |                |         |
| 6  | Ōgi Dark, parte 2 「おうぎダーク 其ノ壹」 - Ōgi Dāku sono ni | 13 agosto 2017 |         |
| 6  | Tsukihi è a casa di Nadeko per aiutarla a inchiostrare i suoi manga, un hobby che la ragazza incoraggia e ammira. All'uscita si imbatte in Ōgi che propone di accompagnarla a casa in bici, ma che invece la conduce alla scuola abbandonata con la scusa di essersi perduta. Le due parlano delle ambizioni di Tsukihi, con Ōgi che lascia intendere che la ragazza potrebbe non avere un futuro in quanto come fenice è costretta a vivere sempre al presente; un problema di cui Tsukihi, pur ignorando la sua vera natura, non si cura. Dopo che Tsukihi se n'è andata, Ōgi trova Koyomi ad attenderla nella scuola. I due discutono dei piani di Izuko, e Ōgi si rassegna alla decisione di Koyomi. Da Izuko il ragazzo ha infatti appreso che una falsa oscurità come Ōgi non permetterebbe un finale felice come quello sperato, e che deve essere lui a eliminarla perché Ōgi non è altro che lui stesso. |                |         |
| 7  | Ōgi Dark, parte 3 「おうぎダーク 其ノ壹」 - Ōgi Dāku sono san | 13 agosto 2017 |         |
| 7  | Viene rivelato che Ōgi è un'apparizione generata dal senso di colpa e di inadeguatezza di Koyomi, come forma di autocritica per giudicare i suoi errori nei rapporti con Shinobu, Tsubasa, Hitagi, Suruga, Nadeko e Sodachi. Dopo aver smascherato l'identità di Ōgi, questa viene ingolfata dall'oscurità. All'ultimo però Koyomi prova compassione per lei e cerca di salvarla dall'oscurità perdendo un braccio, e affermando che salvare lei equivale a salvare sé stesso in riconoscenza di tutto l'aiuto ricevuto dagli altri. I due sono infine salvati dall'arrivo di Tsubasa e Meme, il quale riconoscendo Ōgi come sua nipote provoca la sparizione dell'oscurità. Shinobu guarisce il braccio di Koyomi e poi sceglie di tornare a essere legata al ragazzo e alla sua ombra in veste di ragazzina. Il giorno seguente Koyomi si reca alla cerimonia di maturità insieme a Hitagi e Tsubasa. Qui incontra Ōgi e i due concludono che, benché stia cambiando, è rimasto comunque lo stesso. Dalla sua ombra Shinobu racconta la storia di Koyomi e della fine della sua adolescenza. |                |         |

## Zoku Owarimonogatari
| Nº | Titolo italiano (traduzione letterale) Giapponese 「Kanji」 - Rōmaji              | In onda        | In onda |
| Nº | Titolo italiano (traduzione letterale) Giapponese 「Kanji」 - Rōmaji              | Giapponese     |         |
| 1  | Koyomi Reverse, parte uno 「こよみリバース 其ノ壹」 - Koyomi Ribaasu sono ichi    | 18 maggio 2019 |         |
| 2  | Koyomi Reverse, parte due 「こよみリバース 其ノ貳」 - Koyomi Ribaasu sono ni      | 25 maggio 2019 |         |
| 3  | Koyomi Reverse, parte tre 「こよみリバース 其ノ參」 - Koyomi Ribaasu sono san     | 1º giugno 2019 |         |
| 4  | Koyomi Reverse, parte quattro 「こよみリバース 其ノ肆」 - Koyomi Ribaasu sono yon | 8 giugno 2019  |         |
| 5  | Koyomi Reverse, parte cinque 「こよみリバース 其ノ伍」 - Koyomi Ribaasu sono go   | 15 giugno 2019 |         |
| 6  | Koyomi Reverse, parte sei 「こよみリバース 其ノ陸」 - Koyomi Ribaasu sono roku    | 22 giugno 2019 |         |

## Monogatari Series: Off & Monster Season
| Nº  | Titolo italiano Giapponese 「Kanji」 - Rōmaji                                            | In onda           | In onda |
| Nº  | Titolo italiano Giapponese 「Kanji」 - Rōmaji                                            | Giapponese        |         |
| 1   | Tsukihi Undo 「つきひアンドゥ」 - Tsukihi Andu                                           | 6 luglio 2024     |         |
| 2   | Nadeko Draw, parte prima 「なでこドロー 其ノ壹」 - Nadeko Dorō sono ichi                 | 13 luglio 2024    |         |
| 3   | Nadeko Draw, parte seconda 「なでこドロー 其ノ貮」 - Nadeko Dorō sono ni                 | 20 luglio 2024    |         |
| 4   | Nadeko Draw, parte terza 「なでこドロー 其ノ參」 - Nadeko Dorō sono san                  | 27 luglio 2024    |         |
| 5   | Nadeko Draw, parte quarta 「なでこドロー 其ノ肆」 - Nadeko Dorō sono yon                 | 3 agosto 2024     |         |
| 6   | Nadeko Draw, parte quinta 「なでこドロー 其ノ伍」 - Nadeko Dorō sono gō                  | 10 agosto 2024    |         |
| 6.5 | Fiaba crudele: La bella principessa 「残酷童話 うつくし姫」 - Zankoku dōwa utsukushihime | 17 agosto 2024    |         |
| 7   | Acerola Bon Appétit, parte 1 「あせろらボナペティ 其ノ壹」 - Aserora Bonapeti sono ichi  | 24 agosto 2024    |         |
| 8   | Acerola Bon Appétit, parte 2 「あせろらボナペティ 其ノ貮」 - Aserora Bonapeti sono ni    | 31 agosto 2024    |         |
| 9   | Shinobu Mustard, parte prima 「しのぶマスタード 其ノ壹」 - Shinobu Masutādo sono ichi    | 14 settembre 2024 |         |
| 10  | Shinobu Mustard, parte seconda 「しのぶマスタード 其ノ貮」 - Shinobu Masutādo sono ni    | 21 settembre 2024 |         |
| 11  | Shinobu Mustard, parte terza 「しのぶマスタード 其ノ參」 - Shinobu Masutādo sono san     | 28 settembre 2024 |         |
| 12  | Shinobu Mustard, parte quarta 「しのぶマスタード 其ノ肆」 - Shinobu Masutādo sono yon    | 5 ottobre 2024    |         |
| 13  | Shinobu Mustard, parte quinta 「しのぶマスタード 其ノ伍」 - Shinobu Masutādo sono go     | 12 ottobre 2024   |         |
| 14  | Shinobu Mustard, parte sesta 「しのぶマスタード 其ノ陸」 - Shinobu Masutādo sono roku    | 19 ottobre 2024   |         |